# Primera guerra de los Balcanes
La primera guerra balcánica fue un enfrentamiento bélico que tuvo lugar en los años 1912 y 1913 entre las naciones reunidas en la Liga Balcánica (Bulgaria, Grecia, Montenegro y Serbia) y el Imperio otomano. El objetivo de la Liga era expulsar de Europa al imperio y repartirse sus territorios balcánicos. La guerra acabó con la derrota del imperio, inferior militarmente a los coaligados, pero las desavenencias entre estos desencadenaron inmediatamente un nuevo conflicto militar, la segunda guerra balcánica. La contienda comenzó oficialmente el 8 de octubre de 1912 y finalizó el 30 de mayo de 1913 con el Tratado de Londres.
Serbia, apoyada por Rusia, forjó una serie de alianzas con las demás naciones balcánicas en 1912 para arrebatar al Imperio otomano sus territorios de la península. Firmó una alianza militar con Bulgaria el 13 de marzo; esta se coligó con Grecia el 29 de mayo y Montenegro se unió a la liga entre septiembre y octubre. La guerra de la Liga Balcánica contra el desprevenido Imperio otomano, que estaba centrado en la guerra ítalo-turca, comenzó el 8 de octubre, con una acometida montenegrina contra Novi Pazar, a la que siguió una ofensiva búlgara en Tracia. Las fuerzas búlgaras derrotaron a los otomanos en Lule-Burgas a finales de mes y sitiaron Adrianópolis, al tiempo que marchaban contra la capital del imperio, Constantinopla. Se detuvieron ante la línea defensiva de Çatalca, a treinta kilómetros al oeste de la ciudad. Mientras, los serbios penetraron en Macedonia y Kosovo y se unieron a las unidades montenegrinas que avanzaban a su vez desde el oeste. El 2.º Ejército otomano, derrotado, se retiró hacia Albania a principios de noviembre; los griegos avanzaron hacia el norte el 8 del mes y se adueñaron de Salónica. Los coaligados vencieron a los dos ejércitos otomanos destinados en Europa en menos de dos meses y despojaron al imperio de sus territorios balcánicos. En diciembre, se firmó el armisticio que puso fin temporalmente a los combates.
Las negociaciones de paz comenzaron en Londres a mediados de diciembre de 1912. La determinación de conservar Adrianópolis que tenía el nuevo Gobierno otomano, impuesto por los Jóvenes Turcos en enero de 1913, las frustró. En consecuencia, las hostilidades se reanudaron en febrero. Los búlgaros trataron en vano de abrir brecha en las defensas de Constantinopla en marzo. Por su parte, los intentos otomanos de socorrer a la cercada Adrianópolis fracasaron y la ciudad capituló el 28 de marzo. Se reanudaron entonces las negociaciones de paz, que concluyeron con la firma del Tratado de Londres el 10 de junio. En virtud de este, los otomanos perdieron los territorios europeos que habían regido desde el siglo XV, a excepción de Constantinopla y sus alrededores. Sin embargo, las desavenencias entre los miembros de la Liga Balcánica por el reparto de las conquistas originaron la segunda guerra balcánica a finales de mes.

## Antecedentes

### Situación balcánica

#### Nacionalismos en expansión

Los Balcanes tras el Tratado de Berlín de 1878, que supuso la pérdida otomana del norte de la región y el surgimiento de varios Estados-nación que se disputaban territorios.

Desde el siglo XV, el Imperio otomano había dominado los Balcanes, pero, en el siglo XIX, algunos pueblos eslavos que antes de la conquista turca habían sido independientes lograron la independencia del Imperio otomano apoyados por Rusia.
Además de Grecia, que obtuvo la independencia en Años 1830, los nuevos Estados de Bulgaria, Montenegro y Serbia ansiaban aumentar sus territorios a costa de las posesiones otomanas en Europa. Los territorios balcánicos trazaron planes para extenderse por el territorio otomano desde mediados del siglo XIX. Los diversos nacionalismos ansiaban, empero, expandirse por territorios que los hacían incompatibles: los griegos buscaban apoderarse de los antiguos dominios bizantinos; los serbios, los del Imperio serbio; y los búlgaros, los del zar Simeón. Un hito en la extensión de los Estados-nación balcánicos fue el Congreso de Berlín, en el que las grandes potencias reconocieron la independencia de la mayoría de ellos (salvo de Bulgaria). Los nuevos Estados concentraron sus esfuerzos en el ideal nacionalista de la «unión nacional», la «liberación» de aquellos considerados parte de la nación y, por ende, en la expansión territorial en una zona especialmente heterogénea de Europa. El ideal nacionalista buscaba la formación de una nación homogénea y necesitaba para lograrlo de fuerzas armadas modernas, capaces de implantarla por la fuerza. La búsqueda de la homogeneidad en un entorno heterogéneo originó violencia, discriminación e intercambios forzosos de población en la región.
Con el nacionalismo se extendió un nuevo tipo de violencia: la étnica o nacional, chocante para un territorio multinacional como el otomano. Pese a los repetidos intentos de los distintos nacionalismos (serbio, búlgaro, griego o macedonio) por hacer que la población cristiana optase por uno de ellos, esta fue en general reacia a hacerlo. La mayoría de la población de la región seguía empleando las categorías tradicionales de clasificación a comienzos del siglo XX: la religión, la calidad o el pueblo o región que habitaba. Los grupos balcánicos trataron de emplear también la religión en la disputa nacionalista: tras la independencia griega el nacionalismo griego utilizó su dominio del millet ortodoxo; las quejas de la población eslava llevó a la creación de una unidad religiosa separada en 1870, el millet búlgaro, instrumento a su vez del nacionalismo búlgaro.
Además de la población cristiana, la disputada Macedonia contaba también con una copiosa minoría musulmana: un 40 % de los 2-2,5 millones de habitantes de la región. Aunque seguían ocupando los principales puestos administrativos, militares, policiales y eran mayoría entre los terratenientes, los musulmanes eran, como sus paisanos cristianos, mayoritariamente campesinos, artesanos y obreros pobres.
El nacionalismo búlgaro se intensificó en la década de 1870. En 1876 se produjo un alzamiento, sofocado por los otomanos, pero que originó la intervención de Rusia. La derrota otomana se tradujo en la efímera creación de un gran Estado búlgaro en el Tratado de San Stefano de marzo de 1878, luego desbaratado por las grandes potencias en el Congreso de Berlín, pero que sirvió de ideal para los nacionalistas búlgaros. La Bulgaria de San Stefano fue el equivalente búlgaro a la Megali idea de los nacionalistas griegos. A estos les alarmó la anexión búlgara de Rumelia Oriental en 1885, que interpretaron como una expansión eslava en una zona que consideraban culturalmente griega del Imperio otomano. Para frenar el «avance eslavo» en Macedonia, el Gobierno griego colaboraba con el Patriarcado de Constantinopla contra el exarcado búlgaro.

Las fronteras balcánicas a comienzos de 1912, antes del estallido de la guerra.

El interés serbio por Macedonia fue más tardío: se redobló tras la anexión austrohúngara de Bosnia, donde los serbios eran mayoría, pero que Serbia no había podido impedir y que tuvo que aceptar forzosamente por exigencia austrohúngara el 31 de marzo de 1909. El principal objetivo serbio para entrar en guerra contra los otomanos era, sin embargo, apoderarse de Kosovo (la «antigua Serbia») y del norte de Albania —ambos territorios con población mayoritariamente albanesa—, para obtener una salida al mar, lo que pondría fin a la dependencia comercial y económica serbia de Austria-Hungría.
Los tres nacionalismos, serbio, griego y búlgaro, formaron organizaciones para fomentar sus ideales en Macedonia, con la colaboración de los respectivos Gobiernos. Además, crearon bandas armadas que operaban en territorio otomano.
La proclamación del gobierno constitucional de los Jóvenes Turcos tras la revuelta militar de julio de 1908 trajo un efímero entusiasmo entre la población europea del imperio, que pronto se desvaneció. Las diferencias entre los contrarios al gobierno autoritario del sultán pronto quedaron claras. El Comité de Unión y Progreso, que se hizo con el poder, propugnaba el centralismo y un nacionalismo turco musulmán homogeneizante, distinto de las aspiraciones de igualdad y autonomía defendidos por otros grupos, con más simpatizantes entre la población cristiana. Al contrario de lo esperado, la violencia política se agudizó tras una corta tregua y la perpetrada por las autoridades y las bandas musulmanas contra la población cristiana empezó a superar a la de los grupos cristianos, que había predominado entre 1904 y 1908. Entre la población cristiana, se extendió la desilusión con la autoridad imperial, incapaz de asegurarle igualdad política, libertad y estabilidad. Este desencanto favoreció al comienzo a los ejércitos de la liga, bien recibidos en general por los cristianos otomanos al principio de la guerra.

#### Pérdida de influencia de las grandes potencias

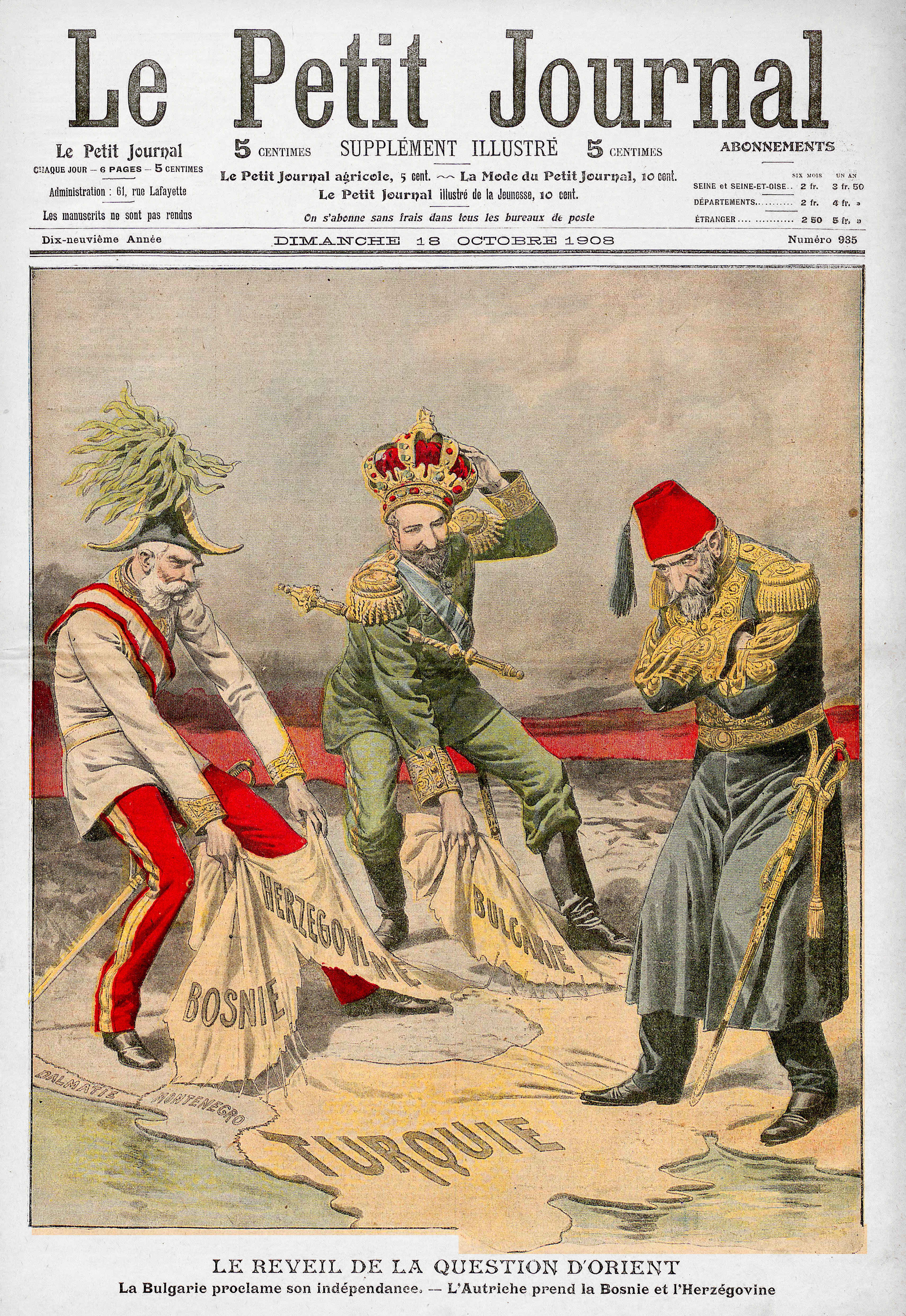
Caricatura francesa de la independencia búlgara y la anexión austrohúngara de Bosnia, acontecimientos de 1908. Esta última agudizó la hostilidad entre Austria-Hungría y Serbia y perjudicó las relaciones austro-rusas. La concordia austro-rusa era una de las principales garantías de paz en la península balcánica.

En la primera década del siglo XX, Austria-Hungría vio frustrados sus intentos de someter a Serbia y devolverla a su posición de satélite del imperio que había tenido en ciertos periodos del siglo anterior. Los medios económicos habían fracasado en la «guerra del Cerdo» —Serbia encontró otros mercados y acabó con la dependencia económica con el imperio vecino— y Viena carecía ya de influencia financiera para influir en el reino colindante. El intento austrohúngaro de que Serbia comprase su nueva artillería al imperio (a Škoda) tampoco fructificó: los serbios acudieron al mercado francés, que financió la compra a la firma Schneider-Creusot. El imperio perdió con la operación una nueva oportunidad de ganar influencia en el país vecino mediante el control del armamento. Para el imperio, la pujanza de Serbia y de los demás Estados-nación balcánicos suponía una amenaza para su estructura multinacional y, en tanto que competencia en la península balcánica, un peligro a su posición como gran potencia, que dependía de su influencia en la región. Las relaciones austro-serbias se habían deteriorado definitivamente por la anexión imperial de Bosnia en 1908.
Algo similar había sucedido con Bulgaria. El zar Fernando I de Bulgaria, que dominaba la política exterior del país, sufrió una afrenta del emperador Guillermo II cuando se hallaba de visita en Alemania en 1909 para firmar un contrato de suministros militares con Krupp. El zar abandonó el palacio de inmediato y, a los pocos meses, Bulgaria firmó el contrato armamentístico con la francesa Schneider-Creusot. La hostilidad de Fernando hacia los monarcas alemán y austrohúngaro y la escasa dependencia económica búlgara de los dos imperios reducían la posibilidad de estos de influir en Sofía.
Bulgaria proclamó la independencia inmediatamente después de la revuelta en Salónica y Austria-Hungría se anexionó formalmente Bosnia y Herzegovina, ocupadas desde 1878. La crisis bosnia marcó el comienzo de un distanciamiento entre las potencias, cada vez más agrupadas en dos coaliciones rivales, lo que acabó con el concierto que había evitado hasta entonces cambios de importancia en los Balcanes desde el Congreso de Berlín de 1878; las desavenencias de las potencias favorecían las ambiciones expansionistas de los Estados balcánicos. En especial, la crisis acabó con la colaboración entre Rusia y Austria-Hungría que había permitido el mantenimiento de cierto equilibrio en la región y agudizó la competición de estas dos grandes potencias por dominar la península. Rusia impulsó la formación de una liga de Estados de la zona para frenar la expansión austrohúngara en los Balcanes. La anexión truncó además toda posibilidad de entendimiento entre Austria-Hungría y Serbia. Si ya Rusia sopesaba a finales de 1908 la conveniencia de crear una alianza balcánica y Serbia se mostraba asimismo favorable, esta no llegó a formarse hasta 1912, principalmente por las desavenencias sobre el futuro de Macedonia. Las primeras negociaciones serbo-búlgaras tras la crisis, que acontecieron en 1909, fracasaron precisamente por las diferencias en torno a Macedonia.

#### Violencia regional
La debilidad del Estado otomano en el siglo XVIII y XIX facilitó el surgimiento de las bandas armadas en los Balcanes, que operaban tanto como bandoleros como, en ocasiones, de fuerzas auxiliares gubernamentales. Aunque vivían del saqueo y la extorsión de la población, los nacionalismos peninsulares los presentaban como luchadores por la libertad de sus grupos respectivos. Los Estados-nación balcánicos empleaban las bandas como instrumento de debilitamiento del Imperio otomano, incapaz de acabar con ellas. El objetivo de las bandas armadas era precipitar la intervención de las grandes potencias para lograr la autonomía de la región o la anexión a uno de los Estados balcánicos.
Las reformas impuestas por las potencias a los otomanos tras el aplastamiento de la Revuelta de Ilinden de 1903 no acabaron con la violencia en Macedonia. Si entre 1903 y 1908 la violencia se dio especialmente entre bandas cristianas rivales —el grueso de la población solía abstenerse de participar y era en la mayor parte de los casos la víctima de los grupos armados—, partidarios de distintos Estados y sostenidos por ellos, a partir de 1908 el patrón cambió: predominó la que enfrentó a cristianos con musulmanes. El punto de inflexión fue el fallido golpe de Estado de la primavera de 1909, en la que la Sociedad de Mahoma, organización opuesta al CUP que temía la pérdida de los privilegios musulmanes, trató de arrebatar a este el poder. El CUP, escéptico sobre la lealtad de los cristianos al imperio, fue acentuando la desconfianza por los acontecimientos de la época (independencia búlgara y alzamiento en Creta) y entregó armas a la población musulmana. Por su parte, Grecia estaba enviando armas de contrabando a sus partidarios en el imperio. En 1911 y 1912 surgió un nuevo tipo de violencia: los nacionalistas balcánicos llevaron a cabo una serie de asesinatos de destacadas figuras imperiales, con el propósito de provocar a las autoridades a responder con represalias indiscriminadas contra los cristianos, como así sucedió. La meta era desestabilizar la zona y precipitar la intervención extranjera en la región. La violencia interreligiosa desvaneció las ilusiones suscitadas por la Constitución de 1908. Si en 1909 gran cantidad de cristianos se habían unido a las filas del ejército que desbarató el golpe contra los Jóvenes Turcos, en 1911, cuando estalló la guerra ítalo-turca, el entusiasmo se había esfumado y los voluntarios fueron escasos.

### Crisis otomana, oportunidad balcánica
La actitud centralista y nacionalista de los Jóvenes Turcos también propició el surgimiento de la coalición balcánica, junto con la actividad diplomática rusa. Los Jóvenes Turcos eran contrarios a los nacionalismos balcánicos y trataron de imponer la «turquización» del imperio, lo que enconó el rechazo de los nacionalistas de la península al imperio. Una contrarrevolución conservadora estalló en Estambul en la primavera de 1909, acaudillada por el propio sultán, elementos conservadores musulmanes y la guarnición de la capital. Esta contrarrevolución fue sofocada por el ejército otomano de Macedonia (leal a los Jóvenes Turcos), que depuso al sultán y lo reemplazó por su hermano menor Mehmed V el 27 de abril. El fallido golpe reforzó temporalmente a los Jóvenes Turcos que, sin embargo, pronto defraudaron las expectativas de los cristianos otomanos.
Una insurrección albanesa estalló en Kosovo y el norte de Albania en marzo de 1910. Los albaneses exigían la creación de una unidad autónoma albanesa que los protegiese de quedar repartidos por los Estados balcánicos si estos conquistaban sus tierras y se oponían al intenso centralismo y al sistema impositivo propugnados por el CUP. Por motivos oportunistas, Serbia y Montenegro dieron ayuda a los rebeldes, que con el mismo espíritu la aceptaron. A las autoridades otomanas les costó sofocar el levantamiento; hubieron de enviar cincuenta mil soldados a hacerlo, pero la revuelta resurgió en abril de 1911. Por su parte, Montenegro siguió el precedente de Bulgaria y se transformó en reino en octubre de 1910.
Serbia ansiaba expandirse por Kosovo y el sur, los oficiales griegos se habían asegurado la formación de Gobiernos dispuestos a resolver el problema de Creta en favor de Grecia y revertir su derrota de 1897. Bulgaria, que había logrado el reconocimiento otomano de su independencia en abril de 1909 y gozaba de la amistad de Rusia, ambicionaba también los distritos de la Tracia otomana y Macedonia. Todos los Estados balcánicos habían reforzado sus ejércitos; Grecia lo hizo con la colaboración de dos misiones militares: una británica encargada de mejorar el estado de la Armada, y otra francesa, que participaba en la reorganización de las unidades terrestres. Convencidas de la necesidad de coligarse para defenderse de Austria-Hungría y para atacar al Imperio otomano, las naciones balcánicas decidieron pactar entre sí pese a sus rencillas por Macedonia.
El Gobierno búlgaro de Ivan Geshov —prorruso— entabló conversaciones con los serbios en el verano de 1911 para alcanzar una alianza entre los dos países. Su propuesta inicial para lograr la autonomía de Macedonia, sin embargo, fue rechazada al sospechar Serbia que esta sería un mero paso previo a su unión con Bulgaria; los representantes serbios insistieron, por lo tanto, en repartir del territorio.
Una nueva guerra entre Italia y el imperio estalló en septiembre de 1911, que animó a los Estados balcánicos a plantearse el ataque contra este. Italia había enviado armas a los rebeldes albaneses meses antes para propiciar el desorden en el imperio y facilitar su inminente campaña en África. Varios de los Estados balcánicos se ofrecieron a colaborar con Italia, que rechazó estas ofertas, pues no deseaba extender el conflicto a los Balcanes, actitud compartida por las demás potencias. Desde entonces el Gobierno búlgaro de Ivan Evstratiev Geshov decidió que solamente mediante un conflicto con los otomanos podría obtener Macedonia. El 1 de noviembre de 1911, Montenegro propuso una liga militar a Austria-Hungría, para apoderarse más fácilmente del norte de Albania. Viena, que no deseaba alentar el expansionismo montenegrino, no aceptó la propuesta.
La debilidad otomana era manifiesta a principios de 1912. A la contienda que libraba con Italia se unió una nueva revuelta albanesa en mayo, originada por los abusos de los Jóvenes Turcos durante las elecciones del mes anterior. Serbia entregó armamento a los rebeldes. Estos se apoderaron fácilmente de Skopie en agosto. El Gobierno del CUP, incapaz de sofocar la rebelión, tuvo que dimitir. La crisis política perjudicó al ejército, desanimado por las luchas partidistas en un momento tan grave: la purga en las Fuerzas Armadas que acometió el nuevo Gobierno contra los opositores dejó cincuenta mil reclutas sin oficiales que los adiestrasen. Ante la posible marcha de los rebeldes albaneses contra Salónica, el Gobierno decidió enviar cien mil reservistas a Tracia, medida que precipitó la movilización de los ejércitos de la liga el 30 de septiembre y 1 de octubre.
La oposición austrohúngara al desmembramiento de la Europa otomana no bastó esta vez para evitarlo, dada la lentitud de las potencias para actuar. El sistema de alianzas entre las potencias, que conllevaba una serie de largas consultas multilaterales, impidió que se pudiese aplicar el programa de reformas en el imperio que propugnó Austria-Hungría a partir del 13 de agosto. Las potencias no lo presentaron —junto con una advertencia a los Estados balcánicos sobre la inutilidad de atacar a los otomanos, pues no se les permitiría apoderarse de territorio alguno— hasta el 7 y 8 de octubre, cuando los coaligados emprendieron el asalto al territorio otomano.

### Objetivos y debilidad de la alianza balcánica

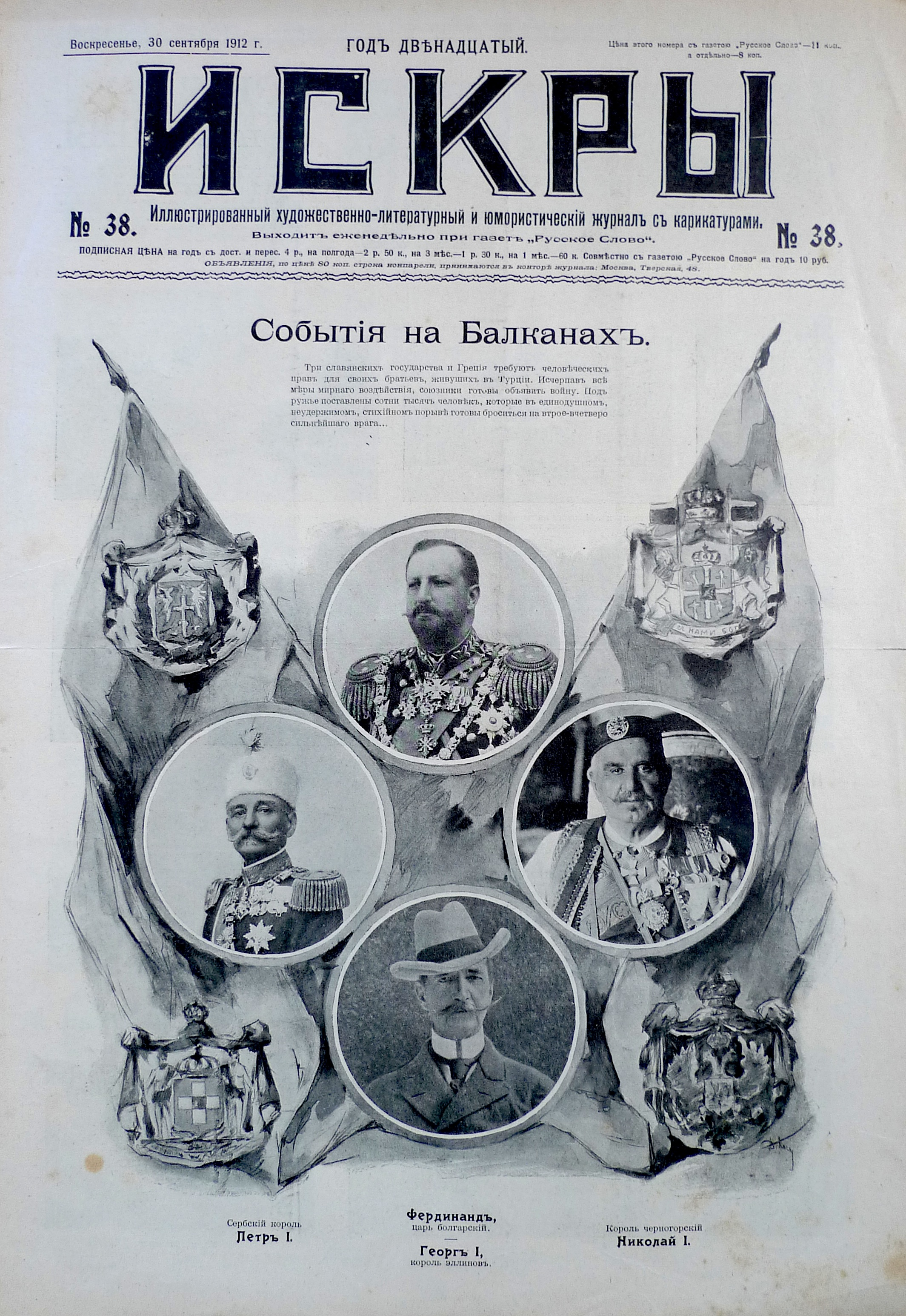
Retrato de los monarcas de las naciones de la Liga Balcánica.

Las alianzas entre las naciones balcánicas y el objetivo de la guerra era la expansión territorial y la expulsión de los otomanos de la península. Serbia deseaba extenderse hacia Macedonia, Albania y el Adriático, y obtener una salida a este para asegurar su independencia. Bulgaria, por su parte, deseaba apoderarse de territorios del sur y del suroeste (también de Macedonia) y garantizarse la salida al mar Egeo. Rusia, que fomentaba la liga de los países balcánicos, deseaba con ella bloquear la expansión austrohúngara en la península, atraer a los coaligados a su órbita y asegurarse un resultado favorable en la que creía probable disgregación del Imperio otomano. Francia temía que la liga precipitaría la guerra en la región, pero Rusia creía que coadyuvaría a posponerla. Finalmente Rusia perdió el control de la liga, que se dedicó a perseguir sus propios objetivos expansionistas contra los otomanos.
Para los Estados balcánicos, la alianza parecía conveniente. Por sí sola, Serbia no había podido impedir la anexión austrohúngara de Bosnia-Herzegovina en 1908 y Grecia tampoco había podido apoderarse de la Creta otomana.
El principal problema consistía en que, pese a las alianzas que se firmaron, fundamentalmente bilaterales y vagas, el reparto de territorios no quedó claramente definido y los coaligados en realidad competían por ciertas regiones. Una vez derrotados los otomanos, objetivo común a todos los coaligados, existía un gran riesgo de enfrentamiento entre ellos por la división de las tierras que les arrebatasen. La endeble coalición tampoco tenía en cuenta los intereses de Albania, cuyas tierras esperaba repartirse. La suerte de los territorios albaneses, de la que dependía el acceso de Serbia al mar Adriático y con ello el reparto acordado con Bulgaria del norte de Macedonia, era crucial para que se mantuviese la concordia entre serbios y búlgaros, pero dependía en gran medida de la actitud de Italia y Austria-Hungría.

### Negociaciones búlgaro-serbias

La Macedonia en disputa entre Serbia y Bulgaria, según el acuerdo de alianza. La pérdida de la posibilidad de acceso al mar Adriático de Serbia por la oposición de las potencias (principalmente del Imperio austrohúngaro) y de la Dobruya meridional por Bulgaria hizo que ambas deseasen obtener mayor territorio macedonio.

El principal escollo en las conversaciones entre Bulgaria y Serbia eran sus desavenencias sobre el futuro de Macedonia. Bulgaria defendía la autonomía de la región, pero Serbia la rechazaba, temiendo que se repitiese el precedente de Rumelia Oriental, que pasó de provincia autónoma del imperio a ser anexionada por Bulgaria. Las negociaciones se retomaron con mayor intensidad en octubre de 1911, tras el estallido de la guerra entre otomanos e italianos el mes anterior. Las conversaciones continuaban a finales de año, pero apenas avanzaban, por la notable diferencia entre las posiciones de cada nación. Nuevamente, el escollo principal era Macedonia, aunque los dos países disentían sobre quien sería el enemigo común, Austria-Hungría o el Imperio otomano. El zar ruso, empero, trataba de mediar para llevarlas a buen puerto. Finalmente, el acuerdo preliminar se firmó el día 7 de marzo.
La alianza serbo-búlgara en la que se estipulaba aproximadamente la división de Macedonia entre los dos países se firmó el 13 de marzo de 1912, con la mediación de Rusia. La mayoría del territorio debía quedar bajo control búlgaro en caso de victoria sobre los otomanos. El territorio al norte de los montes Šar quedaba asignado a Serbia; el situado al este de los montes Ródope y el río Struma, a Bulgaria. Una tercera porción de la región al sur de una línea que unía el monte Golem (en la frontera búlgara) con el lago Ocrida también debía reservarse para Bulgaria en caso de que Macedonia no quedase como provincia autónoma unida. Por fin, una cuarta zona de Macedonia, la llamada «zona en disputa», quedó sin asignar, a la espera de un futuro arbitraje del zar ruso. Los territorios conquistados debían ser administrados conjuntamente por los dos países hasta el reparto final, que debía hacerse en los tres meses que siguiesen a la firma de la paz. En el tratado, secreto, se estipulaba también que Bulgaria se comprometía a acudir en auxilio de Serbia en caso de que esta fuese atacada por Austria-Hungría. Bulgaria aceptó esta cláusula a regañadientes, para asegurarse la alianza serbia que, en todo caso, desde su punto de vista se dirigía fundamentalmente contra el Imperio otomano.
Rusia, que seguía considerando la alianza como un instrumento contra la expansión de la influencia austro-germana en los Balcanes y no un acuerdo contra Constantinopla, había facilitado el pacto. No se oponía en realidad al enfrentamiento de los aliados con Constantinopla, sino que disentía sobre lo oportuno del momento elegido por estos: estaba convencida de que se vería abocada a participar en la guerra y no se consideraba aún preparada. Tampoco aceptaba la expansión búlgara hacia Constantinopla, que deseaba para sí. Como consecuencia de la actitud rusa, serbios y búlgaros mantuvieron en secreto los planes militares que llevaron a cabo conjuntamente durante el verano.

### Negociaciones búlgaro-griegas
Los primeros contactos entre Grecia y Bulgaria tuvieron lugar en la primavera de 1911, por iniciativa del primer ministro griego Eleftherios Venizelos. Bulgaria, temerosa de que cualquier pacto con Grecia la arrastrase a una guerra prematura con el Imperio otomano, con el que Grecia se disputaba por entonces el dominio de Creta, rehusó concertarse con ella inmediatamente. Luego las negociaciones con Serbia retrasaron aún más el pacto. El Gobierno de Sofía se avino por fin a tratar con el de Atenas en febrero de 1912. Las negociaciones se dilataron por el desacuerdo entre las dos partes sobre el futuro de Macedonia y Tracia: Bulgaria deseaba que obtuviesen la autonomía para, a continuación, anexárselas, posibilidad que precisamente Grecia deseaba evitar. Griegos y búlgaros tuvieron que excluir de las conversaciones la autonomía macedonia y el reparto exacto de los territorios que esperaban arrebatar a los otomanos para alcanzar un entendimiento. Las dos naciones deseaban apoderarse de Salónica.
En consecuencia, el tratado entre Bulgaria y Grecia, firmado el 30 de mayo, no contenía cláusulas territoriales que dispusiesen el reparto de las zonas tomadas a los otomanos. Cada parte se reservó privadamente y sin acuerdo con la otra el control de Salónica y Constantinopla. Bulgaria estaba dispuesta a reconocer a Grecia, a lo sumo, la posesión de Creta y de las islas del Egeo. El corresponsal del Times de Londres, James Bouchier, tuvo un relevante papel en las conversaciones entre los Gobiernos búlgaro y griego.
El acuerdo político se alcanzó en mayo y el 24 de septiembrejul./ 7 de octubre de 1912greg., representantes griegos y búlgaros firmaron una convención militar en Sofía, sin que se aclarase la delimitación de territorios que quedarían en manos de ambas naciones en caso de victoria. Los intentos griegos de principios de octubre para trazar la frontera mutua fracasaron, ante la negativa búlgara a hacerlo.

### Otros pactos
La Liga se completó con los acuerdos, menos formales, entre Montenegro y Bulgaria, alcanzados el 26 de agosto en la capital búlgara. La parte más relevante del pacto era la que disponía que debía ser Montenegro el país que desencadenase el enfrentamiento de la Liga con los otomanos. Bulgaria se comprometía asimismo a conceder un subsidio a Montenegro. Los búlgaros estaban dispuestos a que los montenegrinos se quedasen con todas las tierras que pudiesen arrebatar a los otomanos. Los tratos búlgaro-montenegrinos habían comenzado en Viena en junio, donde se hallaban el monarca búlgaro y varios de sus ministros y adonde acudió Nicolás con su presidente del Gobierno para negociar un acuerdo. Montenegro fue el último país balcánico en sumarse a la liga, fundamentalmente por la rivalidad con Serbia, y antes de hacerlo había tratado inútilmente de pactar con Italia y Austria-Hungría en 1911.
Montenegro concretó otra alianza con Serbia el 21 de septiembre, que quedó rubricada en Suiza el 6 de octubre a través de un tratado formal. El pacto no estaba únicamente dirigido contra los otomanos, sino también, en caso necesario, contra Austria-Hungría.
Grecia, por su parte, sólo tenía una alianza formal con Bulgaria —la liga con Serbia se acordó mucho después, en junio de 1913—. El centro de la coalición general era Bulgaria, y esta favorecía el enfrentamiento con Constantinopla.

### Últimos preparativos
Bulgaria se convirtió en el centro de la nueva alianza, la Liga Balcánica. En el verano de 1912 ya se había decidido a entrar en guerra contra los otomanos. Sofía debía de evitar posibles suspicacias en Constantinopla, evitar la paz entre esta y Roma y dar la impresión de verse forzada a enfrentarse al Imperio hasta el momento en que los preparativos militares estuviesen listos. Una nueva matanza de ciento cincuenta cristianos en Kočani en agosto sirvió para agitar a la opinión pública en favor de la guerra.
En el oeste, continuaban los desacuerdos fronterizos entre el Imperio y Montenegro, que habían resurgido en la primavera. La tercera comisión fronteriza en cuatro años trazó unas nuevas fronteras que el imperio se negó a aceptar por temor a disgustar a los albaneses. Varios territorios poblados por estos quedaban asignados a Montenegro, lo que podía llevarles a una nueva revuelta contra las autoridades como la de 1911, atizada por el propio Montenegro. Un serio enfrentamiento entre montenegrinos y otomanos tuvo lugar a comienzos de agosto y la crisis fronteriza se agudizó. Las autoridades otomanas hicieron concesiones que prácticamente equivalían a la autonomía de diversos valiatos para recobrar el favor de los albaneses, mientras el Gobierno comenzaba a purgar el Ejército de tropas desafectas para que estas medidas no pudiesen ser aprovechadas por la oposición para ganarse a las fuerzas armadas. Los cambios de altos mandos y la licencia de tropas veteranas, aunque en ocasiones verdaderamente sediciosas, debilitó las unidades.
La preparación diplomática y militar para el ataque contra los otomanos se había completado en septiembre de 1912. Los choques fronterizos se multiplicaron. El 22 de septiembre, los otomanos anunciaron próximas maniobras en Tracia para reforzar sus débiles unidades en la zona a la vez que prometían un nuevo programa de reformas en Macedonia. Dos días más tarde detenían un envío de material militar a Serbia, que finalmente fue entregado tras una protesta de Belgrado. Sofía, junto con el resto de aliados de la Liga, anunció la movilización general el 17 de septiembrejul./ 30 de septiembre de 1912greg.. A pesar del gran apoyo de la opinión pública búlgara, ciertos sectores y personalidades, como el dirigente agrario Alejandro Stamboliski, se opusieron a la guerra. La liga presentó un ultimátum a los otomanos para justificar su movilización en el que exigía una inmediata concesión de autonomía a los territorios cristianos del imperio, exigencia diseñada para ser rechazada —infringía la soberanía del imperio— y servir de pretexto para la guerra.
Rusia mantuvo una postura confusa: mientras que el zar aceptó su papel de árbitro en el reparto de la zona de Macedonia disputada por Bulgaria y Serbia, aconsejó que los coaligados no se enfrentasen al Imperio otomano y su Gobierno parecía seguir considerando la alianza como antiaustrohúngara cuando su carácter contrario a los otomanos era claro.
Los serbios movilizaron 335 000 hombres frente a los 110 000 griegos, 50 000 montenegrinos y 599 879 búlgaros. El Imperio contaba, según cálculos búlgaros, con unos 807 000 hombres, de los que únicamente 160 000 se hallaban acantonados en Europa. Otros observadores calculaban que los otomanos contaban con 350 000 soldados en Europa, principalmente en Tracia. El tamaño del Ejército otomano imponía a la Liga una rápida victoria antes de que las unidades en Europa pudiesen ser reforzadas, y realzaba la importancia de la Armada griega, que debía impedirlo. En un primer momento, empero, la liga contaba con una amplia ventaja en hombres frente al enemigo y podía estorbar la llegada de refuerzos otomanos desde Asia merced a la flota griega, que dominaba el mar.

## Desarrollo

### Rápida derrota otomana

#### Desencadenamiento de la contienda

Principales operaciones militares del conflicto.

Montenegro comenzó la primera guerra de los Balcanes al declarar la guerra contra los otomanos el 25 de septiembrejul./ 8 de octubre de 1912greg.. Pocos días más tarde, Bulgaria, Serbia y Grecia exigieron a Constantinopla la aplicación de las reformas contenidas en el Tratado de Berlín de 1878 y las potencias hicieron débiles esfuerzos para evitar la guerra. Los embajadores de la Liga se retiraron de la capital otomana el 4 de octubrejul./ 17 de octubre de 1912greg. y los aliados declararon la guerra al día siguiente. Los otomanos declararon la guerra a Serbia y a Bulgaria el mismo día, mientras que Grecia hacía lo propio con el Gobierno de Constantinopla. El 15 los otomanos se habían apresurado a concluir las negociaciones de paz con Italia y a firmar el Tratado de Ouchy.
En menos de un mes, alrededor de un millón doscientos mil soldados se hallaban participando en el conflicto. La geografía decidió los frentes de cada miembro de la Liga: Bulgaria se concentró en combatir a los otomanos en el valle del Marita y en Tracia oriental, Serbia avanzó hacia Macedonia, el norte de Albania y Novi Pazar, y Grecia marchó hacia el norte, en dirección a Ioánina y Salónica, mientras su flota estorbaba el transporte de refuerzos otomanos desde Asia a los Balcanes y se apoderaba de las islas del Egeo. Solo Montenegro concentró fuerzas considerables en el frente albanés, esperando poder apoderarse de la principal ciudad de la zona, Escútari, además del Sanjacado de Novi Pazar. Para los búlgaros, las prioridades militares no coincidían con las políticas: el país anhelaba adueñarse de Macedonia, en el suroeste, pero debía enviar el grueso de sus fuerzas al sureste, a Tracia, donde se concentraban los ejércitos enemigos a los que debía batir para evitar la invasión de su territorio.
En general, la población cristiana de las provincias otomanas invadidas por la liga recibió a los soldados de esta como libertadores, sin importar a qué nación pertenecían, consecuencia de la desilusión con las reformas prometidas por el Gobierno otomano en 1908 que esperaban les hubiesen garantizado libertad, igualdad y orden. Los Gobiernos balcánicos retomaron las promesas incumplidas por los otomanos. A diferencia de los cristianos, los musulmanes fueron objeto en múltiples lugares de las atrocidades de las tropas coligadas y de los irregulares que las acompañaban; los desmanes originaron la emigración de parte de la población.

#### El plan y la situación militar otomanos
El imperio se hallaba en mala posición para afrontar una nueva guerra. El alto mando otomano había preparado planes de defensa para el eventual enfrentamiento con los demás Estados balcánicos tras la crisis bosnia de 1908. Estos establecían la necesidad de que las fuerzas otomanas se retirasen a la línea defensiva Sarai-Çorlu-Rodosto y esperasen allí refuerzos de Anatolia. Una vez recibidos estos, debían lanzar una contraofensiva. En Macedonia, debían limitarse a estorbar los movimientos de los ejércitos enemigos mediante acciones de guerrilla y, en caso necesario, retirarse a las montañas albanesas para reorganizarse. La crisis política del verano de 1912, sin embargo, tuvo consecuencias en el Ejército: el alto mando quedó reorganizado, y los nuevos mandos desecharon los planes establecidos por sus predecesores. El jefe del Estado Mayor fue enviado a sofocar la revuelta en Yemen y gran parte de los soldados veteranos fueron licenciados en agosto y septiembre y sustituidos por reclutas bisoños. Las unidades quedaron con un tercio de sus dotaciones; la tardía movilización ordenada el 1 de octubre no bastó para que se completasen a tiempo para los combates con la liga. La falta de entusiasmo entre la población por la contienda hizo fracasar la movilización. Los albaneses, a los que se animó a contribuir a la defensa del imperio pese a sus recientes rebeliones, no acudieron a filas en el número esperado —apenas lo hicieron dieciséis mil— y prefirieron en general unirse a las unidades de irregulares (basi-bozuk).
El estado de los transportes, los servicios médicos y los pertrechos eran deficientes. Las órdenes de los generales tardaban más de siete horas en llegar a las unidades que debían obedecerlas. No existía un sistema telegráfico de comunicaciones y los generales otomanos recurrieron a los correos para comunicarse, como en tiempos de Napoleón. Según un agregado militar austrohúngaro que acompañó a las tropas, las comunicaciones eran peores que las que utilizaban el siglo anterior. El armamento tampoco era el adecuado, ni en cantidad ni en calidad. Parte de él era moderno, pero los soldados no habían sido adiestrados para usarlo adecuadamente. Además, el ejército, envuelto en la crisis política que atenazaba al imperio, se hallaba desorganizado y desanimado, en malas condiciones para afrontar una nueva guerra.
A pesar de ser conscientes de su mala situación para afrontar un conflicto con la Liga, los nuevos mandos decidieron el 17 de octubre abandonar el plan trazado por el jefe del Estado Mayor, Izzet Bajá, que había recibido el visto bueno del asesor alemán, el general Von der Goltz. La estrategia defensiva fue sustituida por otra ofensiva, ya que los otomanos creyeron que la lentitud de los movimientos de las unidades de la Liga les permitiría obtener superioridad numérica sobre ellas y batirlas.
Cuando estalló la guerra, contaban en los Balcanes con dos ejércitos, el 1.º (u Oriental) y el 2.º, cada uno dotado de doce divisiones. El 2.º protegía los territorios del valle del Vardar y Albania, mientras que el 1.º hacía lo propio con la zona de Adrianópolis y Constantinopla. Este último contaba con unos ciento cincuenta mil soldados. El resto de ejércitos se hallaban en distintos puntos de Asia, generalmente en regiones fronterizas. Las principales ciudades del imperio contaban también con sus propias divisiones de reserva.

#### Victorias búlgaras en Tracia
El plan de batalla búlgaro se concentró en las operaciones en Tracia. El grueso de sus fuerzas, nueve divisiones, se encuadraron en tres ejércitos. El 2.º debía avanzar a lo largo del río Maritsa desde Jarmanli, Simeonovgrad y Haskovo y rodear la fortaleza de Adrianópolis. El 1.º debía seguir el curso del Tundzha y destruir el grueso del Ejército Oriental otomano entre Adrianópolis y Kırklareli, ayudado por el 3.er Ejército, que debía marchar por Yambol hacia el sur, cubrir el flanco izquierdo del 1.º, amenazar el derecho del enemigo, conquistar Kırklareli y cortar la retirada de los otomanos hacia Constantinopla.

Principales operaciones militares búlgaras durante la contienda.

En el extremo occidental del despliegue búlgaro, la 7.ª División debía marchar junto a los serbios, desde Kyustendil y Dupnitsa hacia Kočani. Más al oeste, el Cuerpo de Voluntarios Macedonio-Tracio y una división debían cruzar los montes Ródope, dirigirse hacia Kardzhali y Komotiní y partir en dos las fuerzas otomanas, separando a las desplegadas en Macedonia de las dispuestas en Tracia.
Los búlgaros cruzaron la frontera otomana la mañana del 18 de octubre. Se apoderaron de Svilengrad tras obligar a retroceder a las unidades fronterizas enemigas y cercaron la fortaleza de Adrianópolis, cuya población había crecido de los habituales ochenta mil habitantes a los ciento cincuenta mil por la llegada de campesinos que buscaban la protección de la ciudad. El 21 de octubre, los búlgaros se acercaban a Kırklareli, donde se produjo la primera gran batalla del frente tracio. Los otomanos habían decidido al principio defender la línea Adrianópolis-Kırklareli-Genisea, pero el jefe del Estado Mayor decidió pasar a la ofensiva contra el flanco izquierdo enemigo el día 22.
Al contrario de lo esperado por el mando otomano, el Ejército búlgaro infligió una dura derrota a los otomanos en Kırklareli (Lozengrado) el 9 de octubrejul./ 22 de octubre de 1912greg.. Mientras el 2.º Ejército búlgaro bloqueaba la principal fortaleza de la zona, Adrianópolis, el 1.º y 3.º habían podido vencer en Kırklareli, la otra gran fortificación otomana de Tracia, y apoderarse de ella el 24 del mes. Los búlgaros siguieron avanzando hacia el sureste tras esta victoria. Los otomanos tuvieron que retroceder hacia Lule-Burgas. El alto mando búlgaro, sin embargo, había detenido el avance durante tres días tras el triunfo en Kırklareli, lo que permitió a los otomanos recibir refuerzos y reorganizar sus fuerzas.

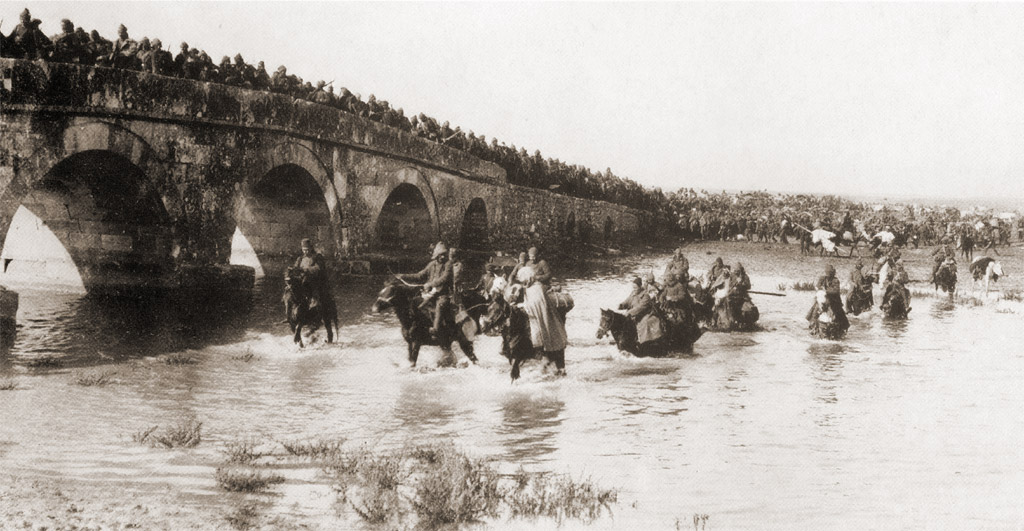
Tropas otomanas en retirada en Lule-Burgas, lugar donde fueron vencidas por las búlgaras.

Una semana después los búlgaros obtenían una nueva victoria en Lule-Burgas, tras cuatro días de duros combates (28-31 de octubre) en los que los otomanos no lograron detener la ofensiva búlgara hacia Constantinopla. Los otomanos se atrincheraron precipitadamente en la última línea defensiva de la capital, en Çatalca. Nuevamente, los búlgaros perdieron la oportunidad de debelar al enemigo al no perseguirlo cuando se retiraba en desorden hacia la capital. Las infructuosas acometidas búlgaras para franquear las defensas de la capital otomana empezaron el 17 de noviembre.
Al mismo tiempo, los búlgaros comenzaron a asediar la fortaleza de Adrianópolis; el cerco, sin embargo, no progresó antes de la firma del armisticio el 3 de diciembre. Entre el 22 y el 24 de octubre, los búlgaros asaltaron la plaza en vano; desde el 21 de noviembre, la bombardearon, con ayuda serbia.
Tras estas victorias el Gobierno y el alto mando búlgaro abandonaron su anterior defensa de la autonomía de Macedonia para pasar a abogar por su anexión directa a Bulgaria. El 24 de octubrejul./ 6 de noviembre de 1912greg., para alborozo de la opinión pública búlgara, los rusos expresaron su conformidad a la anexión de Adrianópolis a Bulgaria si la ciudad caía en sus manos. Rusia, a pesar de su advertencia a la Liga para no comenzar las hostilidades, mantuvo una neutralidad benevolente con los aliados, enviando suministros militares a los búlgaros a pesar de la actitud oficial de su Ministerio de Asuntos Exteriores.
Fernando rechazó la propuesta otomana de negociar un armisticio (25 de octubre) y, a pesar de la actitud del Gobierno, ordenó continuar el ataque hacia Constantinopla, decisión que contó con el apoyo de los mandos militares.
En el centro del frente tracio, las unidades búlgaras vencieron a las otomanas y cortaron las comunicaciones enemigas entre Tracia y Macedonia el 14 de noviembre. El Destacamento de Kircaali, que debía haber atacado el flanco derecho enemigo, fue derrotado por el Grupo Ródope búlgaro y se desintegró. Los búlgaros conquistaron además el puerto de Alejandrópolis, lo que facilitó el abastecimiento de los ejércitos que combatían en Çatalca.

#### Victorias serbias en Macedonia y Albania
El plan serbio, acordado con los búlgaros, consistía fundamentalmente en un avance de los ejércitos 1.º, 2.º y 3.º hacia el sur, en dirección a Kosovo, los valles del Morava y el Vardar y los del Kriva Reka y Bregalnica. El objetivo era batir al Ejército del Vardar otomano (compuesto por once divisiones de infantería y una de caballería) en la zona de Skopie-Veles-Štip. El 1.er Ejército, el mayor de los tres, atacaría a los otomanos frontalmente, mientras los otros dos los acometerían por los flancos en un movimiento de pinza —el 3.º desde el oeste y el 2.º desde el este—. Un grupo menor, el Ejército del Ibar y la Brigada Javor, debía penetrar en el Sanjacado de Novi Pazar, hacia Sjenica y Prijepolje y cubrir el flanco occidental del 3.er, que avanzaría hacia Kosovo. Los serbios esperaban encontrar a las fuerzas otomanas en la llanura de Ovče Pole —como disponía el plan original defensivo otomano—, pero chocaron con ellas inopinadamente en la meseta de Kumanovo. El nuevo general en jefe otomano, Nazım Bajá, era quien había ordenado el avance hacia Kumanovo con el objetivo de vencer a los serbios mediante un ataque sorpresa para posteriormente virar hacia Bulgaria y acometer a los ejércitos búlgaros con una maniobra de pinza.
Según lo previsto, Serbia movilizó su ejército en doce días: el 18 de octubre estuvo listo para comenzar las operaciones. Los serbios cruzaron la frontera otomana el 19 de octubre. Parte de las fuerzas albanesas se disgregaron tras los choques fronterizos. Los serbios derrotaron a los otomanos en Kumanovo, al día siguiente de la victoria búlgara en Kirklareli. Parte de los soldados albaneses desertaron durante la batalla, facilitando la victoria serbia. Los combates duraron del día 22 al 24 de octubre. El 1.er Ejército tuvo que hacer frente en solitario al Ejército del Vardar, pues los otros dos no llegaron a tiempo para participar en la inesperada batalla. La asignación de la 1.ª División de Caballería al 1.er Ejército privó al alto mando serbio de unidades de reconocimiento, por lo que no había previsto el cambio de posición de los otomanos. El 2.º Ejército estaba aún marchando hacia Kratovo para colocarse en posición de amenazar el flanco derecho enemigo al tiempo que el 3.º avanzaba hacia Pristina. El 1.º, no obstante, era lo suficientemente grande como para hacer frente al enemigo. Los otomanos sufrieron graves pérdidas y se retiraron desordenadamente, pero los serbios no se percataron de ello y permitieron que el enemigo huyese, sin perseguirlo de inmediato. Esto les permitió a los primeros resistir el posterior avance serbio en varios encuentros, en Prisad, Alinac y Kičevo. Los restos de los cuerpos V y VI se replegaron hacia Skopie por Veles y Štip y el VII, hacia Tetovo. En todo caso, la victoria en Kumanovo privó a los otomanos del control del norte de Macedonia.

Cañones otomanos capturados por los serbios, en Kumanovo.

La ignorancia serbia de la gravedad de la derrota enemiga hizo que los otomanos pudiesen reagruparse más al sur y defenderse en el monte Babuna y a lo largo de los ríos Treska y Crna. El plan otomano era retardar la marcha del enemigo para poder organizar la defensa de Bitola, donde esperaba poder batirlo. Antes de que esto sucediera, los serbios despacharon dos divisiones a Tracia para combatir junto a los búlgaros, que habían solicitado los refuerzos, el 26 y 29 de octubre.
Por su parte, al este, el 2.º Ejército seguía avanzando: entre el 24 y el 25 de octubre sus dos divisiones, serbia y búlgara, se apoderaron de varias poblaciones (Kriva Palanka, Stracin, Kratovo, Kocane y Radoviste). El 2.º tenía dificultades para avanzar porque la 7.ª División búlgara, que debería haber cubierto su flanco izquierdo hasta haber expulsado al enemigo del norte de Macedonia, se envió al valle del Struma el 26. Los serbios deseaban cortar la retirada otomana marchando hacia la desembocadura del Bregalnica, pero la inesperada retirada de la división búlgara lo impidió. La 7.ª División marchó hacia Serres y Demir Hisar para tratar de alcanzar Salónica antes que serbios y griegos, por orden del alto mando búlgaro. Tras la petición búlgara de ayuda, el 2.º Ejército abandonó las operaciones en Macedonia y se trasladó al frente del Maritsa para colaborar con los búlgaros.
El avance serbio desencadenó la huida de parte de la población musulmana. Entre el 24 y el 26 de octubre, unos dieciséis mil refugiados, la mayoría mujeres y niños, llegaron a Salónica en unos cuatrocientos vagones atestados. La ciudad también fue el destino de otros que huían de los ejércitos búlgaro y griego.
Mientras el Ejército del Ibar se concentraba en Peć —tras apoderarse de Novi Pazar, Sjenica, Pljevlja y Kosovska Mitrovica— y el 3.er Ejército tomaba Metojia —conquistada el 5 de noviembre conjuntamente con unidades montenegrinas—, el 1.º avanzaba hacia Prilep por Veles, salvo la 2.ª División Morava, que se dirigió hacia Kičevo a través de Tetovo y Gostivar.
El principal ejército serbio continuó avanzando hacia el sur; volvió a batir a los otomanos en Prilep y se dirigió a continuación hacia Bitola y Ocrida. Los posteriores choques en Prilep y Monastir obligaron a los otomanos a evacuar Macedonia, que quedó en manos serbias, y replegarse hacia Albania. Los serbios tomaron Monastir entre el 15 y el 18 de noviembre. Los restos de los cuerpos VI y VII otomanos se retiraron hacia Berat y Korçë para reagruparse, mientras lo que quedaba del V lo hizo hacia Flórina. Los otomanos perdieron casi todo el armamento pesado en la batalla.
En las operaciones contra los otomanos participaron también unidades de irregulares, algunas partidarias de Bulgaria y otras de Serbia. Las primeras, muy numerosas, obtuvieron dinero y armas del Gobierno búlgaro en vísperas del estallido de la contienda.
El 22 de octubre, cuatro días después de la declaración de guerra al imperio, unidades serbias comenzaron a avanzar en el Sanjacado de Novi Pazar, que había sido evacuado por la mayoría de las unidades otomanas. El sanjacado fue ocupado de consuno con los montenegrinos. Los serbios se apoderaron de Pristina el mismo 22 de octubre, pese a la resistencia albanesa, que continuó infructuosamente en torno a Prizren y Đakovica. Los albaneses kosovares se replegaron a Albania tras ser derrotados.
Los serbios se adueñaron también de Kosovo y penetraron en el norte de Albania después de apoderarse de Macedonia. La penetración en Albania no estaba en los planes militares iniciales, y se emprendió a petición del Gobierno a principios de noviembre. Algunos clanes albaneses se opusieron denodada aunque inútilmente al avance serbio, mientras que otros colaboraban con ellos y con los montenegrinos en el norte. Gracias a las victorias en el sur, el 3.er Ejército serbio pudo avanzar hacia el Adriático a partir de 4 de noviembre, donde tomó Dirraquio el 30 de noviembre. La independencia de Albania se proclamó al mismo tiempo en Valona. En su marcha hacia la costa, los serbios ocuparon Lezhë, Elbasan y Tirana a lo largo de diciembre. El avance serbio, que se hizo en conjunción con los montenegrinos, fue arduo en medio del invierno albanés; los dieciséis mil soldados tuvieron que cruzar ciento treinta kilómetros de montañas para alcanzar el mar. Ocuparon toda la costa entre los ríos Bojana y Shkumbin junto con los montenegrinos. El avance resultó inútil, pues las grandes potencias impusieron luego la creación de Albania y la retirada serbia del territorio.
Tras asegurar sus posiciones en Macedonia y Albania, los serbios acudieron en ayuda de los montenegrinos, que asediaban Escútari, y enviaron su 2.º Ejército a colaborar con los búlgaros en el cerco de Adrianópolis. Parte del 3.er Ejército marchó también hacia el sur para enfrentarse al V Cuerpo otomano que entonces luchaba contra los griegos en el valle de Pelagonia. Los serbios tomaron contacto con los griegos en Flórina.

#### Acciones montenegrinas
Montenegro, que carecía de ejército profesional, preparó su plan bélico en vísperas de la guerra, el 3 de octubre. El Ejército montenegrino se dividió en tres: un grupo participó en la invasión de vilayato de Kosovo, mientras que los otros dos avanzaron en una pinza sobre Escútari, rodeando el lago homónimo. La ciudad era la meta principal de los montenegrinos que, sin embargo, preveían avanzar hacia Debar y Bitola tras conquistarla. Los motivos para apoderarse de Escútari eran principalmente económicos (la feracidad de las tierras en torno a ella) y estratégicos (permitiría obtener una buena salida al Adriático por el valle del Bojana).

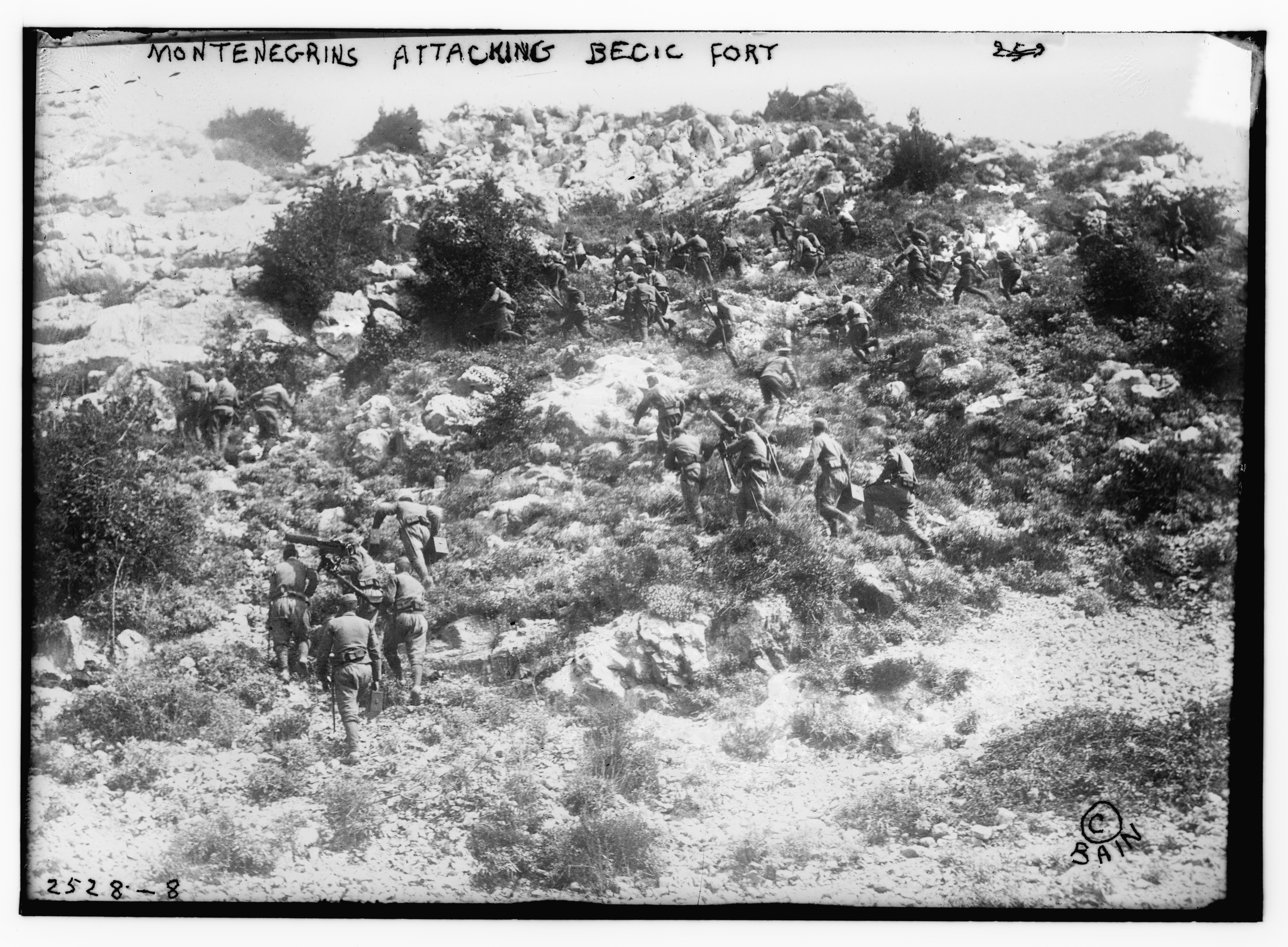
Asalto de los montenegrinos a posiciones enemigas.

El grupo menor de los dos que debían conquistar Escútari, la División Primorje, se situó en el sur, en torno a Antivari; el mayor, la División Zeta, se concentró al este de Podgorica.
Los otomanos carecían de planes ofensivos contra Montenegro; su objetivo era evitar la caída de Escútari, que debía proteger el flanco norte si sus fuerzas se veían obligadas a replegarse a Albania. Los problemas de movilización, no obstante, complicaron la defensa otomana; el teniente general otomano encargado de proteger la zona contaba con unos diecinueve mil soldados, incluidos unos dos mil voluntarios albaneses. Más al este, el general que defendía Metojia y el sanjacado contaba con unos trece mil soldados. El centro de mando general de la región estaba en Peć. Los montenegrinos gozaban de cierta ventaja en soldados, aunque no en artillería, que fue menguando a lo largo de la guerra, pues los otomanos recibieron más refuerzos que ellos.
Montenegro declaró la guerra al Imperio otomano el 8 de octubre, según lo previsto en los pactos con los demás miembros de la liga balcánica. El 9 comenzó el lento avance hacia Escútari y el 13 los montenegrinos entraron en Vranje, lo que les franqueó el camino a aquella.
Al noreste, dispuesto a invadir el sanjacado de Novi Pazar y parte de Metojia, se desplegó la División Oriental, en torno a Andrijevica y Kolašin. Cuando el resto de aliados emprendió la ofensiva contra los otomanos, los montenegrinos comenzaron a ocupar también parte del Sanjacado de Novi Pazar. Juntamente con los serbios, se apoderaron de varias poblaciones de la región: Priboj, Gusinje y Peć. La región se hallaba completamente bajo control serbo-montenegrino el 30 de octubre. Péc había capitulado el 29, evacuada por el grueso de las fuerzas otomanas. Montenegrinos y serbios ocuparon Djakovica el 3 de noviembre, adonde se habían replegado los otomanos desde el norte.

#### Conquistas griegas en Macedonia
Las fuerzas griegas se distribuyeron en dos grupos: el menor, el llamado Ejército de Epiro, contaba aproximadamente con una división y se le asignó la defensa de las fronteras; el mayor, el Ejército de Tesalia, estaba formado por siete divisiones de infantería, una brigada de caballería, cuatro batallones de evzones y una flotilla aérea de cuatro aviones. Este tenía como objetivo la conquista de Macedonia, en especial, la ciudad de Salónica. Frente a los griegos los otomanos contaban con dos divisiones en Epiro y el VII Cuerpo (tres divisiones, una brigada y un regimiento de caballería) más al oeste.
Los griegos encontraron menos resistencia enemiga que los serbios. El 5 de octubre, cruzaron la frontera y se dirigieron a la primera línea defensiva otomana de importancia, situada en Sarantaporo, defendida por el débil VIII Cuerpo otomano. Tras flanquear la posición el día 22 y obligar al enemigo a retirarse, los griegos entraron en Servia al día siguiente. El grueso del ejército se detuvo en la población para descansar, pero la brigada de caballería avanzó hasta Kozani el 24. El 25 los griegos reanudaron el avance mientras los otomanos se replegaban. El 29 de octubre, los griegos se apoderaron de Veria y luego de Katerini. Los otomanos se prepararon para detener el avance griego al norte del lago de Giannitsa. Los griegos, que desconocían este nuevo despliegue enemigo, chocaron con los otomanos el 1 de noviembre.

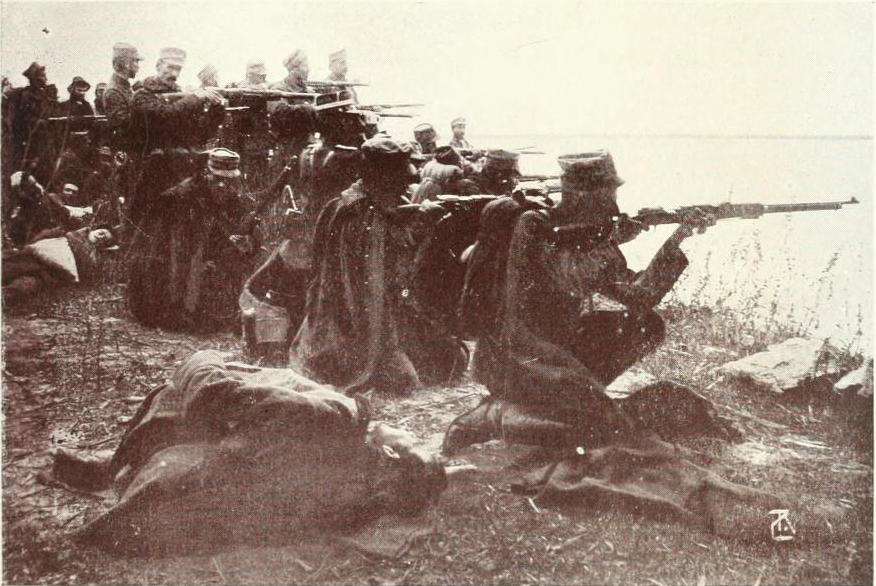
Tiradores griegos en la batalla del lago de Giannitsa.

El Ejército de Epiro cruzó la raya en el sector occidental de la frontera el 18 de octubre. Los griegos se apoderaron de Grevená el 31 de octubre y el 3 de noviembre, de Préveza. Los griegos dejaron de avanzar a mediados de noviembre hasta que llegó una segunda división. Alcanzaron la comarca de Ioánina el 12 de diciembre, que el enemigo había fortificado y que defendía con dos divisiones y abundante artillería. La plaza resistió durante meses los asaltos helenos, pese a la llegada de nuevas divisiones que reforzaron las filas de los sitiadores.

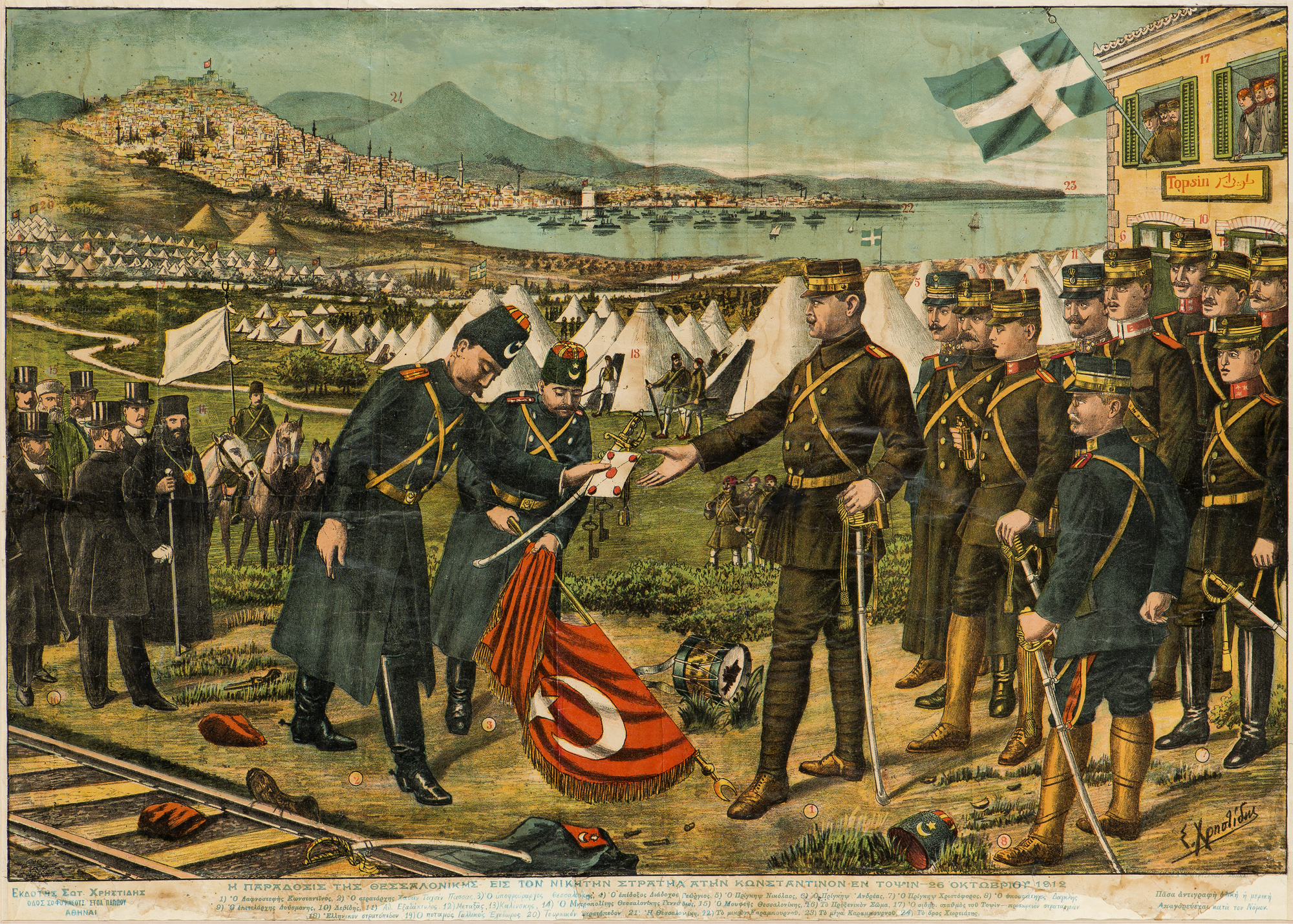
Representación de la rendición otomana de Salónica al ejército griego.

Tras cierta resistencia, los griegos vencieron a los otomanos en Giannitsa el 2 de noviembre, lo que les permitió seguir avanzando hacia Salónica. El 26 de octubrejul./ 8 de noviembre de 1912greg. el príncipe Constantino, al mando de las tropas griegas, entraba en la ciudad, capital de Macedonia, horas antes de la llegada de las tropas búlgaras, que también deseaban hacerse con el importante puerto. Los griegos encontraron escasa resistencia en su avance hacia la ciudad, que quedó ocupada conjuntamente por tropas griegas y búlgaras. El jefe otomano de la plaza había decidido capitular a instancias de los cónsules de las potencias y de los notables de la ciudad, que deseaban evitar los combates en ella, pese a que contaba con unos cuarenta mil soldados que hubiese podido disponer para frenar el avance griego en el Vardar. Los griegos hicieron veintiséis mil prisioneros. Las victorias búlgaras habían tensado las relaciones greco-búlgaras por la ausencia de un acuerdo previo de reparto territorial. Grecia, al haber logrado el control de la mayor parte del territorio en disputa, se encontró en una posición negociadora ventajosa. Los intentos de lograr un acuerdo de reparto, que comenzaron con propuestas griegas una semana después del comienzo de la guerra, no tuvieron éxito ante la gran diferencia de posturas. Las tropas griegas y búlgaras atacaron y robaron a la población musulmana y judía de la ciudad, sobre todo en los primeros días de la ocupación. La comunidad judía, muy abundante, prefería el mantenimiento de la autoridad otomana por razones culturales —temía la helenización forzosa— y económica —le preocupaba la separación de la ciudad del resto de la región si esta se repartía entre los países de la liga—.
Los griegos desembarcaron tropas en la península de Calcídica, al sureste de Salónica, y expulsaron a las otomanas de la zona, casi simultáneamente a la toma de la urbe macedonia. Los otomanos, sin embargo, lograron batir a la 5.ª División griega, que avanzaba hacia Flórina desde Kozani, entre el 6 y el 7 de noviembre; la división tuvo que retirarse a Kozani. Tras la conquista de Salónica, tres de las divisiones del Ejército de Tesalia (3.ª, 4.ª y 6.ª) fueron enviadas al oeste para apoderarse de las regiones occidentales de Macedonia todavía en poder de los otomanos. La 5.ª se unió a la operación desde el sur. El avance de los griegos fue veloz: se adueñaron de Flórina el 20 de noviembre, de Kastoria el 24 y de Korçë el 20 de diciembre. Los restos de las fuerzas enemigas, en torno a una división, se refugiaron en Albania.
La mayor contribución griega a la liga, no obstante, fue su flota, que impedía el transporte de las tropas enemigas de Asia a Europa. Los griegos aprovecharon el dominio del mar, afirmado para mediados de noviembre, para ocupar varias islas que reclamaban desde hacía tiempo. Se apoderaron de Lemnos el 22 de octubre, cuyo puerto de Moúdros sirvió de importante base para las operaciones navales helenas. El 31 cayó en sus manos Imbros y Agios Efstratios; el 1 de noviembre, Samotracia; el 4, Psará; el 6, Ténedos; el 17, Icaria. Tras el fin de las operaciones en Macedonia, la flota recibió refuerzos, que permitieron nuevas ocupaciones de islas: Mitilene, en Lesbos, fue conquistada el 21 de diciembre; Quíos, el 3 de enero de 1913; y Samos, que ya había expulsado a los otomanos el 24 de noviembre, fue ocupada el 14 de marzo.

#### Avance hacia Constantinopla

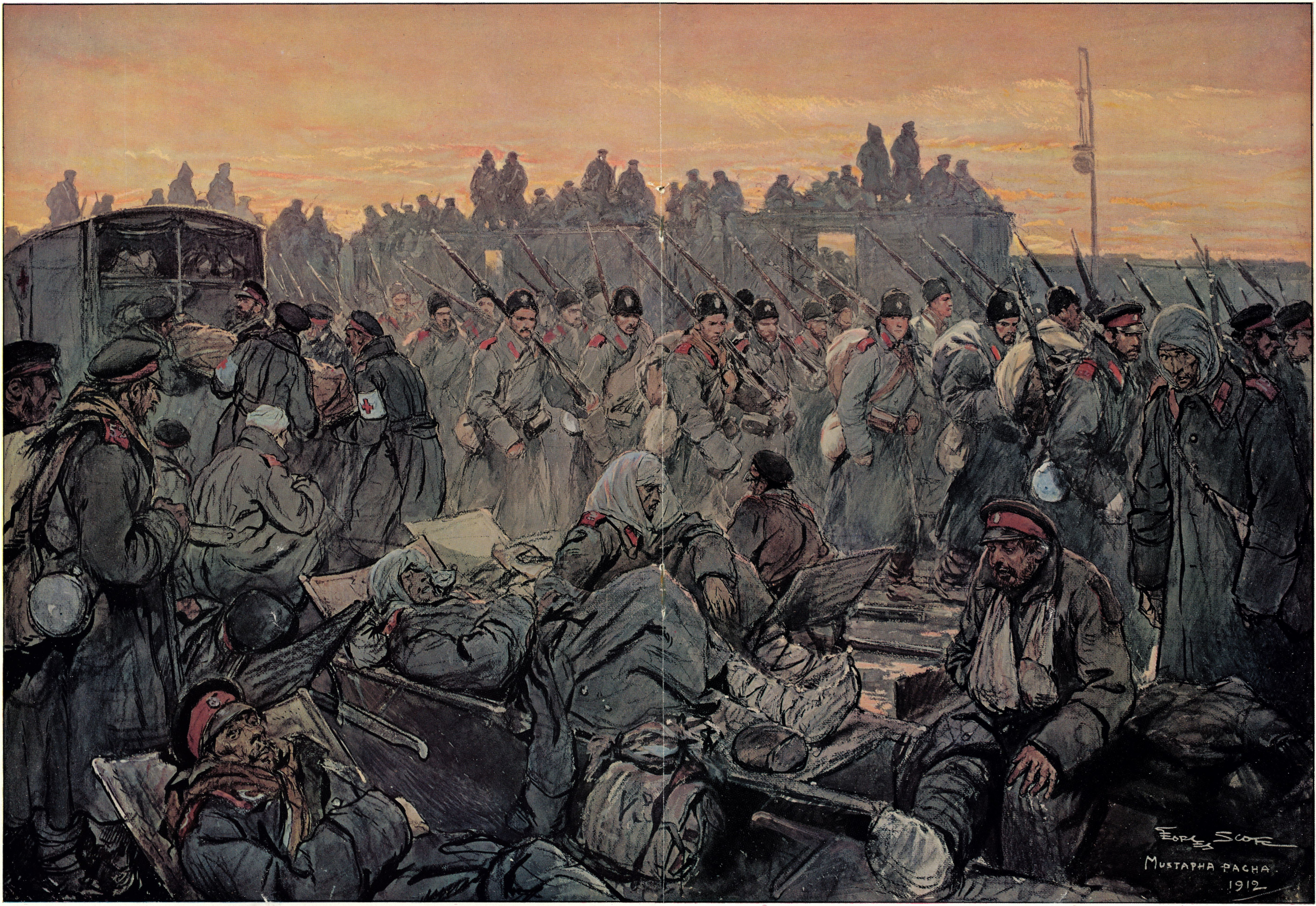
Relevo de tropas búlgaras en las acometidas a la línea defensiva otomana en Çatalca, que protegía la capital otomana. Este sector del frente apenas varió pese a los intentos de los dos bandos de avasallar al enemigo.

Ante la posibilidad de una inminente toma de la capital otomana por las victoriosas unidades búlgaras, las potencias enviaron buques de guerra a Constantinopla para proteger a sus ciudadanos de posibles disturbios contra los cristianos. Se redobló la protección de las embajadas y se prepararon planes de evacuación de los residentes extranjeros. Las potencias aconsejaron a las autoridades búlgaras detener su avance y no tratar de tomar la ciudad, consejos que aceptó el Gobierno búlgaro, pero no el monarca ni el alto mando, que defendió la captura de la capital otomana. El abastecimiento de las unidades que se acercaban a Constantinopla tuvo que realizarse por yuntas de bueyes a lo largo de caminos convertidos en barrizales por la intensas lluvias ante la ausencia de una línea férrea controlada por los búlgaros.
El 4 de noviembrejul./ 17 de noviembre de 1912greg. las unidades búlgaras atacaron la línea defensiva otomana en Çatalca, que contaba con 190 000 hombres frente a los 176 081 atacantes, aunque los búlgaros gozaban de superioridad en artillería. La línea otomana protegía la capital. A pesar de las grandes bajas (entre diez y quince mil entre muertos y heridos), los búlgaros no lograron romper la línea otomana y detuvieron el asalto al día siguiente. El fracaso impidió una rápida victoria búlgara, la entrada en la capital otomana y la conclusión de una paz impuesta. Los dos bandos procedieron a atrincherarse. La región era cenagosa, y el contagio del cólera y la disentería pronto diezmó las filas búlgaras. Cerca de veinte mil soldados búlgaros cayeron enfermos de cólera en la semana que siguió al primer asalto a la línea defensiva otomana. Las líneas de abastecimiento búlgaras eran también defectuosas y los militares aconsejaron evitar otro ataque frontal y entablar negociaciones con los otomanos. Como a comienzos de diciembre quedó patente la capacidad de los seis cuerpos de ejército otomanos para defender la capital, las nuevas unidades que llegaban desde las provincias del Cáucaso se fueron aprestando no para unirse a la línea, sino para abordar nuevas ofensivas de embolsamiento del enemigo. El Estado Mayor otomano preparó un desembarco anfibio en el mar de Mármara para sorprender al enemigo por la retaguardia y bien socorrer a la cercada Adrianópolis o bien desbaratar la acometida búlgara contra Constantinopla.

### Armisticio y fallidas negociaciones de paz

#### Preocupación de las potencias
Los combates balcánicos preocupaban a las potencias, que temían que las arrastrasen a la guerra. Los austrohúngaros habían interceptado telegramas a finales de julio mediante los que confirmaron que el pacto serbo-búlgaro comportaba una ofensiva contra los otomanos. La diplomacia imperial trató desesperadamente de frenarla a mediados del mes siguiente, tarea en la que no cooperaron ni Alemania ni la Triple Entente. Al mismo tiempo, los austrohúngaros emprendieron una serie de medidas defensivas por si finalmente estallaba la guerra en los Balcanes: se mantuvieron en el servicio algunas quintas de reclutas y se reforzaron las unidades destinadas en Dalmacia, Bosnia y Herzegovina.
La crisis balcánica se agudizó en septiembre, pero el Gobierno imperial trató de no excederse en las medidas militares, pese a las continuas peticiones de refuerzos del gobernador general de Bosnia-Herzegovina, el general Oskar Potiorek. Pese a la movilización otomana y de la Liga a finales de septiembre y principios de octubre, la reacción de los mandatarios austrohúngaros fue moderada hasta finales de octubre.
Rusia había anunciado que llevaría a cabo un simulacro de movilización el 30 de septiembre, el mismo día que los coaligados balcánicos comenzaron a movilizar a sus ejércitos. A los pocos días, indicó que iba a mantener en las unidades a los reclutas que habían terminado el servicio militar en el verano, lo que suponía que el imperio aumentaba sus efectivos en el distrito militar de Varsovia en doscientos veinte mil soldados. El Imperio autrohúngaro contaba con menos del doble de tropas en tiempos de paz y la movilización rusa ocurría justo cuando la Liga Balcánica se aprestaba a atacar al Imperio otomano. La movilización rusa y las rápidas victorias de los coaligados alarmaron por fin a los austrohúngaros, y los altos mandos militares abogaron por atacar Serbia de inmediato.
La capital otomana parecía a punto de caer en manos de los búlgaros en noviembre; los serbios se acercaban al Adriático pese al rechazo austrohúngaro a ceder territorio costero a Serbia; Rusia parecía respaldar a esta y, al igual que Austria-Hungría, estaba movilizando tropas. Así, a principios de mes comenzaron los contactos entre las potencias para tratar de resolver el conflicto mediante la diplomacia. Primero se propuso que las delegaciones se reuniesen en París, pero, por insistencia de Alemania, finalmente se optó por Londres.
Austria-Hungría estaba dispuesta a entrar en guerra para impedir que los serbios obtuviesen parte de la costa adriática. Incrementó el número de soldados desplegados en la frontera con Rusia y con Serbia a finales de noviembre. El imperio estuvo cerca de declarar la guerra, como defendían los altos mandos militares y el archiduque Francisco Fernando de Austria, a principios del mes siguiente. Potiorek recibió nuevos refuerzos el 7 de diciembre: las dotaciones de las unidades bosnias casi alcanzaron el nivel bélico. Al mismo tiempo, se relevó al ministro de Defensa y al jefe del Estado Mayor; los dos puestos fueron para militares que abogaban claramente por la guerra. La reunión clave que evitó la extensión del conflicto aconteció el 11 del mes; para entonces Rusia había cedido al deseo austrohúngaro de privar a Serbia de salida al mar y el ministro de Asuntos Exteriores, respaldado por el primer ministro austriaco y los ministros de Finanzas austriaco e imperial, consiguió vencer a los belicistas e imponer la solución diplomática, que contó con la anuencia del emperador Francisco José.
Pese a que en diciembre se evitó la guerra, la tensión entre Rusia y Austria-Hungría continuó. Esta tenía ciento treinta mil soldados desplegados a lo largo de la frontera rusa y cien mil en Bosnia a comienzos de 1913. Los intentos rusos de finales de diciembre de reducir el número de tropas de las dos potencias fracasaron, ante la renuencia austrohúngara; Viena creía que la desmovilización animaría a Serbia y Montenegro a mantener sus pretensiones en Albania, que daba por zanjadas por el acuerdo de las grandes potencias.

#### Primer armisticio
Rápidamente quedó clara la superioridad militar de los aliados frente al imperio. Las fuerzas otomanas habían sido derrotadas en menos de dos semanas y reducidas al control de tres fortalezas: Adrianópolis, Ioánina y Escútari, además de la capital y la península de Galípoli.

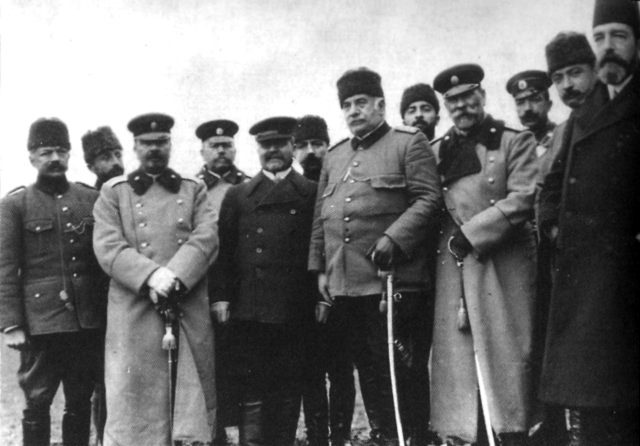
Oficiales de ambos bandos tras la firma del armisticio a comienzos de diciembre de 1913.

El presidente de las Cortes búlgaras aceptó, tras dudar, el encargo del rey Fernando de representarlo ante los otomanos. Serbia y Montenegro delegaron su representación en las conversaciones en Bulgaria, mientras que Grecia envió sus propios representantes. Las negociaciones búlgaro-otomanas para lograr un armisticio dieron fruto tras cinco reuniones entre las partes, celebradas en un vagón-restaurante estacionado cerca de la línea del frente y que comenzaron el 25 de noviembre, acordándose finalmente el mantenimiento del frente y el acceso búlgaro al ferrocarril que les permitiría abastecer más fácilmente a las cansadas tropas del frente de Çatalca (20 de noviembrejul./ 3 de diciembre de 1912greg.). El armisticio se firmó el 3 de diciembre. Grecia, que deseaba alcanzar un pacto con Sofía sobre el reparto de los territorios conquistados antes de rubricar el armisticio, no lo firmó y continuó el asedio a Ioánina. Montenegro y Serbia, por el contrario, lo firmaron, aunque Montenegro siguió atacando Escútari. Según el acuerdo, los beligerantes debían comenzar a negociar la paz en Londres el 13 de diciembre mientras cada parte mantenía sus posiciones y se establecían zonas neutrales entre los ejércitos.

#### Negociaciones de paz en Londres
Las conversaciones de paz comenzaron en el londinense Palacio de Saint James el 17 de diciembre; no solo participaron los delegados de los beligerantes, sino también los embajadores de las potencias (el Reino Unido, Alemania, Rusia, Austria-Hungría e Italia), aunque por separado: por un lado trataban las potencias y, por otro, las naciones envueltas en los combates. La conferencia de embajadores se había reunido por primera vez unos días antes, el 12 de diciembre. Las grandes potencias se reservaron diversos asuntos: la suerte de Albania, de Adrianópolis y de las islas del Egeo (para entonces, ya ocupadas por Grecia), los posibles cambios de la frontera rumano-búlgara y la situación del monte Athos.

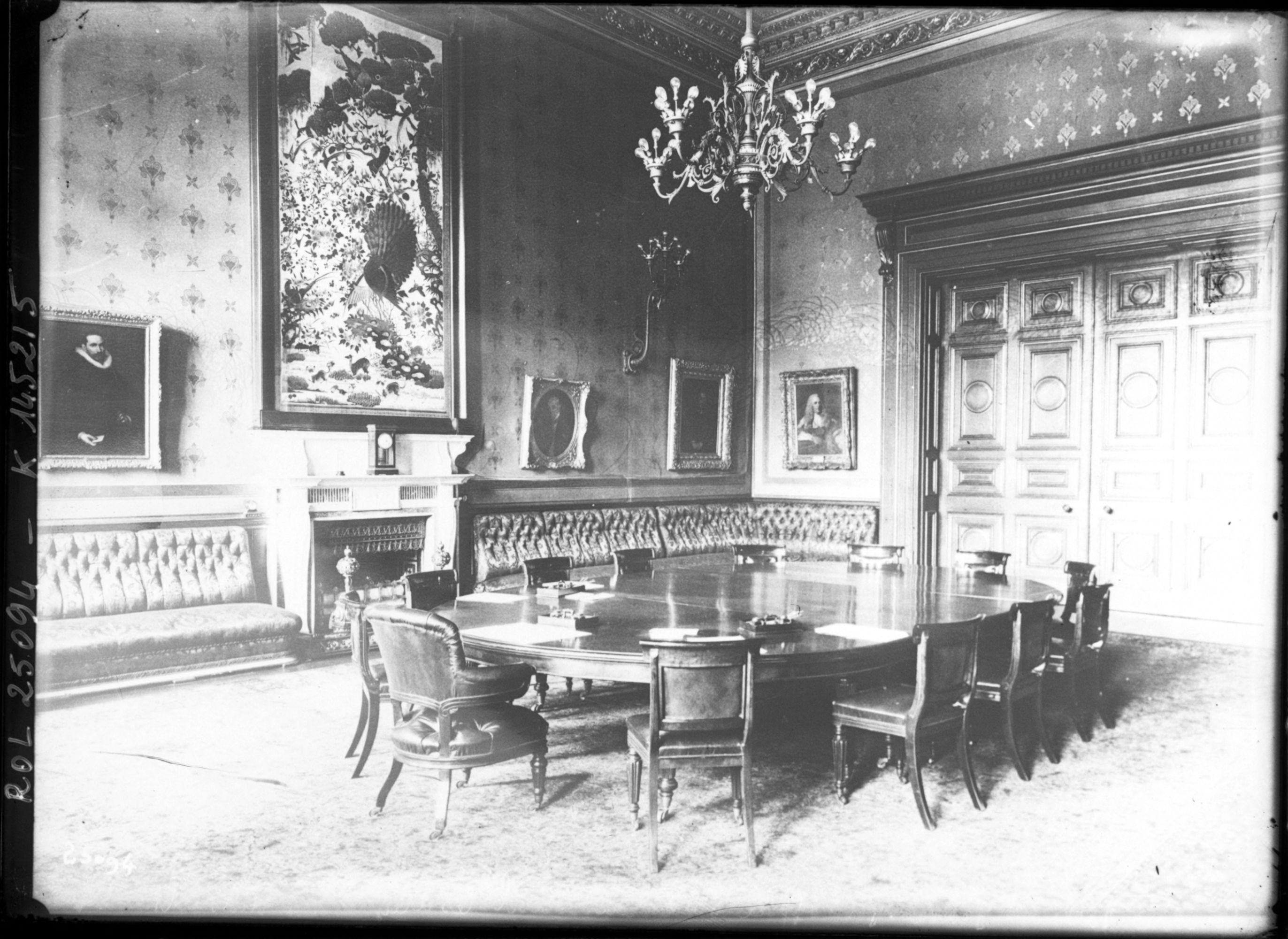
Sala de conferencias londinense donde se llevaron a cabo las negociaciones de paz.

El acceso de Serbia al mar, también incluido en los asuntos de las potencias, se despachó rápidamente, dado el acuerdo de todas en ceder ante la negativa austrohúngara a tal posibilidad. A Serbia se le prometió acceso al mar mediante un ferrocarril internacional que uniría el reino a un puerto albanés neutral; el ferrocarril contaría con protección internacional y Serbia podría emplearlo para trasladar todo tipo de mercancías, incluidas armas. Nikola Pašić visitó la embajada austrohúngara en Belgrado el 21 de diciembre y comunicó al embajador la decisión del Consejo de Ministros serbio de renunciar a la exigencia de obtener territorios en la costa adriática.
En cuanto a Albania, los rusos, principales paladines de un nuevo Estado pequeño y máximas concesiones a los coaligados balcánicos, aceptaron, sin embargo, que Serbia no tuviese acceso a la costa, que se asignaría por completo a aquella. Frente a los rusos se colocaron los austrohúngaros, que abogaban por una Albania lo más grande posible. Los primeros deseaban que Escútari se asignase a los montenegrinos; los segundos, a los albaneses. La conferencia se transformó pronto en un enfrentamiento entre las dos alianzas: la Triple Entente y la Triple Alianza. Las potencias aplazaron la conferencia hasta el 2 de enero tras tres sesiones que se celebraron los días 17, 18 y 20 de diciembre.
En un principio, los otomanos pretendieron conservar al menos las cuatro ciudades que aún dominaban en Europa, lo que estancó temporalmente las negociaciones. El 1 de enero de 1913, se avinieron a ceder todos los territorios al oeste de Adrianópolis, pero no la propia ciudad ni las islas de Egeo, algo que ni Bulgaria ni Grecia aceptaron. En consecuencia, las negociaciones se suspendieron el 6 de enero. Las potencias lograron, empero, que no se reanudasen de inmediato los combates.
Por su parte, las potencias retomaron el 2 de enero las negociaciones separadas que llevaban a cabo. El día 17, presentaron una nota en la que aconsejaban a los otomanos que cediesen Adrianópolis y las islas del Egeo. El Gobierno reunió a los notables civiles, militares y religiosos el día 22; la reunión, casi por unanimidad, decidió aceptar las exigencias de las potencias, pero al día siguiente los Jóvenes Turcos dieron un golpe de Estado. Tras largas negociaciones, sin embargo, a finales de enero parecía que las partes estaban preparadas para firmar la paz. Los otomanos, no obstante, se resistían a aceptar la frontera Enos-Midia, que significaba la cesión de Adrianópolis; el 22 de enero de 1913 las potencias recomendaron a Constantinopla aceptar este punto. El día 30 los Jóvenes Turcos respondieron a la nota de las potencias más conciliadoramente de lo que se esperaba. El nuevo Gobierno estaba dispuesto a ceder la parte occidental de Adrianópolis allende el Maritza, pero no las islas, que consideraba esenciales para defender los estrechos y la costa anatolia.
Mientras, los países de la liga comenzaron a extender sus administraciones a los territorios que dominaban, si bien estaba claro que los límites de ocupación bien podrían no coincidir con las fronteras definitivas. Grecia y Bulgaria incorporaron las tierras que habían arrebatado a los otomanos al sistema central de Administración: en la Macedonia griega se implantó el sistema de prefecturas y subprefecturas y en la búlgara, el de provincias y distritos. Los puestos administrativos principales, tanto civiles como militares, fueron ocupados por personal ajeno a los territorios conquistados. Al mismo tiempo, pusieron en marcha medidas de asimilación nacional de las heterogéneas poblaciones de las tierras conquistadas. Los búlgaros organizaron una campaña de conversión forzosa al cristianismo y de adopción de nombres considerados búlgaros de unos doscientos mil pomacos, fundamentalmente en Tracia. La Administración serbia fue la más severa al comienzo en sus medidas de asimilación: exigió el sometimiento de los sacerdotes macedonios a la Iglesia ortodoxa serbia y prohibió el uso del búlgaro en la zona que controlaba.

### Cambio de gobierno en Constantinopla y fracaso de las conversaciones de paz

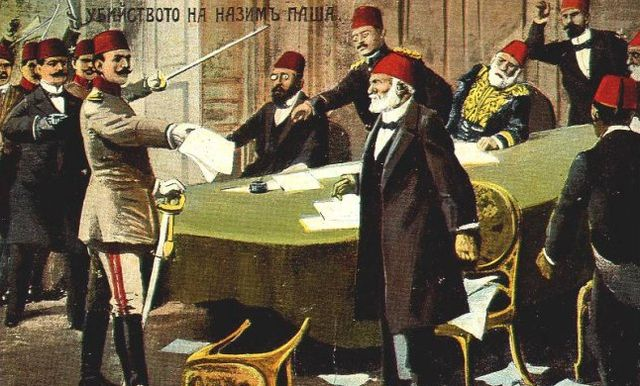
Representación del golpe de Estado de 1913, que impidió temporalmente la aceptación otomana de las exigencias planteadas por las grandes potencias.

Los Jóvenes Turcos, apartados del poder desde agosto de 1912, dieron un golpe de Estado el 10 de enerojul./ 23 de enero de 1913greg. y derrocaron al Gobierno de Kamil Bajá, temiendo que acabase cediendo Adrianópolis a los búlgaros, como efectivamente había decidido hacer. El golpe sirvió de excusa a la Liga para retomar los combates. Tras unos momentos de duda, los búlgaros se retiraron el 16 de enerojul./ 29 de enero de 1913greg. de las conversaciones de paz que se celebraban en Londres. Al día siguiente, los otomanos respondieron a la nota de las potencias; sin estudiar la respuesta, los aliados denunciaron el armisticio de diciembre de inmediato y reanudaron los combates cuatro días más tarde (3 de febrero). La conferencia londinense había fracasado.
El cambio de Gobierno en Constantinopla afectó también a las conversaciones rumano-búlgaras, endureciendo la postura del Gobierno de Bucarest, que amplió sus exigencias territoriales para no intervenir en el conflicto. Rumanía había aceptado no reclamar territorios únicamente si se mantenía el equilibrio en los Balcanes, y esperaba que Bulgaria le cediese tierras en caso de que arrebatase territorios a los otomanos. Incapaces de alcanzar un acuerdo bilateral y reanudados ya los combates, Rumanía y Bulgaria aceptaron la mediación de las potencias en la disputa; Rumanía lo hizo el 22 de febrero, Bulgaria, el 24. La cuestión debían tratarla los embajadores de las grandes potencias en San Petersburgo, que se reunieron para ello el 31 de marzo. La mayoría de las potencias aceptaba que Rumanía debía recibir una compensación territorial por las conquistas balcánicas de los demás países de la región, y fundamentalmente coincidían en que recibiese Silistria.

### Reanudación de los combates

#### Caída de Adrianópolis y combates en Tracia oriental
En el sureste, los búlgaros reanudaron la penetración de la península de Galípoli con su 4.º Ejército el 4 de febrero y los otomanos se fueron replegando a su interior. Un intento otomano por atacar por sorpresa a los búlgaros acabó en fracaso y gran número de bajas. A partir de entonces, hubo escasos y fútiles combates en la península hasta el final de la contienda. El desembarco en Şarköy, que debía servir para sorprender por la retaguardia bien a los sitiadores de Adrianópolis o los que cercaban Constantinopla, también fracasó en torno al 10 de febrero, pues los búlgaros lograron concentrar más del doble de tropas que los otomanos en el sector y mayor cantidad de artillería. Los búlgaros se retiraron unos kilómetros de sus posiciones frente a Çatalca por las mismas fechas, para poder defenderse mejor de cualquier ataque otomano, que en efecto se produjo al mismo tiempo que los fallidos asaltos en Galípoli y Şarköy con el objetivo impedir que los ejércitos búlgaros 1.º y 3.º acudiesen a los combates que se libraban más al sur. Los choques apenas permitieron a los otomanos recuperar veinte kilómetros de la Tracia oriental.

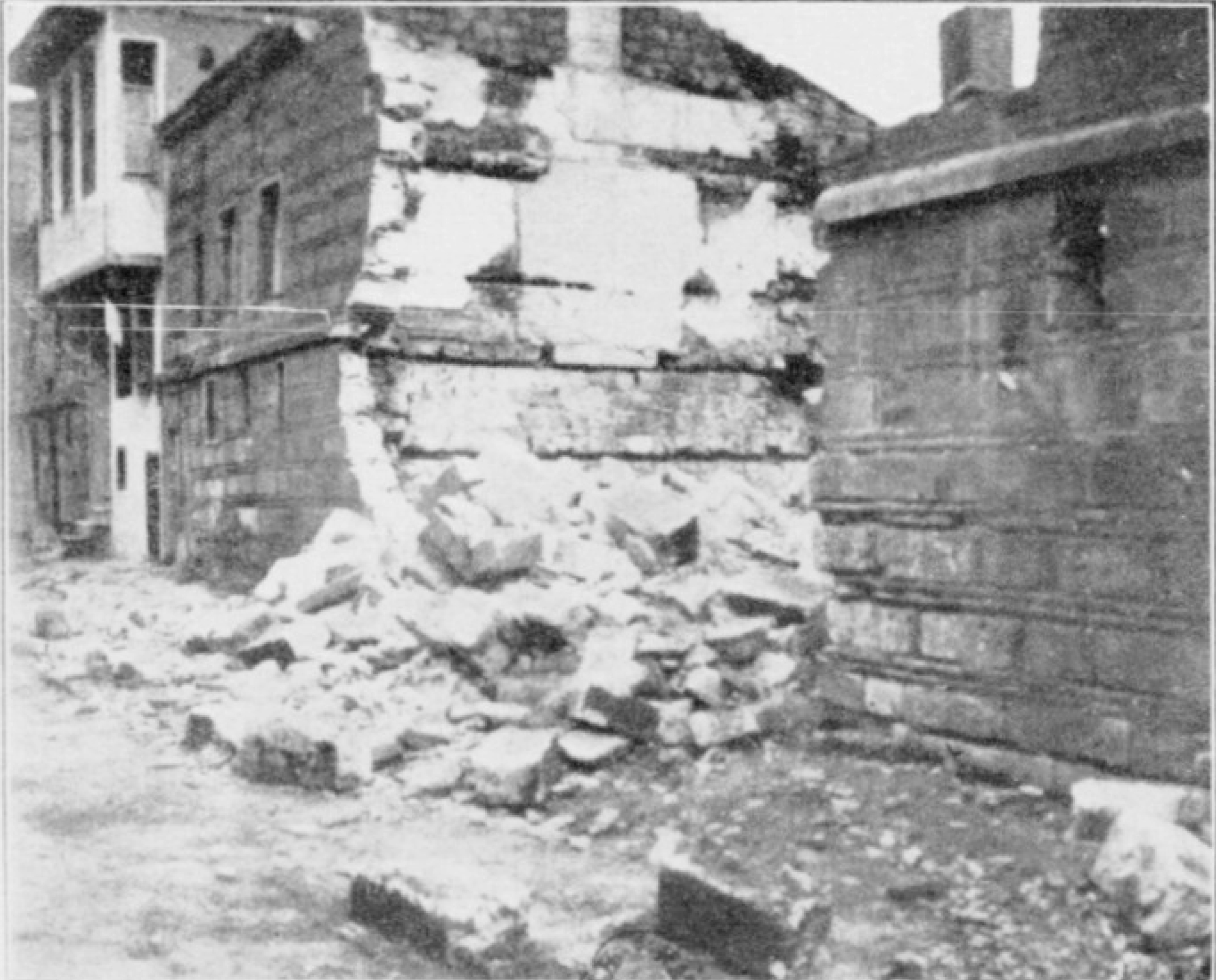
Estragos del bombardeo serbo-búlgaro de Adrianópolis, que capituló tras un largo asedio a finales de marzo de 1913.

Los búlgaros se concentraron en rendir de una vez Adrianópolis y obtuvieron la cooperación de algunas unidades serbias. Temían que los otomanos socorriesen la plaza además de hostigar sus vulnerables líneas de abastecimiento del frente constantinopolitano. Por su parte, el alcaide otomano de la fortaleza tenía orden de resistir el asedio al menos cincuenta días. El tifus y el cólera aquejaban desde el 18 de diciembre a la población cercada, cuyas raciones disminuían con la prolongación del asedio. La ciudad no había recibido víveres ni munición durante el armisticio. Los sitiadores comenzaron a bombardear la ciudad en cuanto caducó el armisticio el 3 de febrero; las bombas originaron varios incendios, mataron a varias decenas de civiles y minaron el ánimo tanto de estos como de la guarnición. Los intentos otomanos de asaltar las baterías búlgaras y reducir los bombardeos resultaron infructuosos. Los bombardeos de la artillería búlgara, reforzada con baterías serbias, continuaron a lo largo de febrero y marzo, al tiempo que empeoraba la situación tanto entre los sitiados como entre los sitiadores, debido a la falta de alimentos, a la dureza del invierno, a la falta de actividad durante la pasada tregua y a la aparición de epidemias. Los búlgaros decidieron el 20 de marzo tomar la plaza por asalto. El embate definitivo comenzó el 24 de marzo. Adrianópolis cayó finalmente el 13 de marzojul./ 26 de marzo de 1913greg., tras un intenso bombardeo y un asalto a la bayoneta. La pérdida de la ciudad supuso un descalabro para los otomanos. Para los búlgaros la victoria fue muy costosa —unas doce mil bajas en el asalto final, de las dieciocho mil que hubo en el asedio— y la operación final, innecesaria: la ciudad se hallaba a punto de claudicar por hambre y los propios otomanos preveían que se rindiese a principios de abril. La capitulación de la plaza tuvo otra importante consecuencia: los otomanos solicitaron a Alemania asesoramiento militar para reformar sus Fuerzas Armadas, petición que determinó la llegada ese mismo año de la misión militar encabezada por el general Otto Liman von Sanders. La ciudad fue saqueada al día siguiente de la conquista, principalmente por su población griega que, junto con la búlgara, había celebrado el triunfo de los sitiadores.
A pesar de la euforia desatada en Sofía y en San Petersburgo por la victoria, esta se convirtió en otra causa más de fricción entre Bulgaria y Serbia. A continuación y sin conocimiento del Gobierno, el alto mando búlgaro ordenó el ataque a las líneas otomanas en Çatalca, lo que disgustó a los rusos, que no deseaban que la capital otomana cayese en otras manos. El asalto volvió a fracasar. La segunda batalla de Çatalca, en realidad una serie de ataques y contraataques en las líneas cercanas a la capital otomana, concluyó a principios de abril con una cierta retirada otomana y escasas consecuencias para el sector en conjunto. Se firmó un nuevo armisticio el 15 de abril que puso fin a los combates en Tracia. La tregua, que en principio se pactó para diez días, se fue prorrogando. Todos los beligerantes la aceptaron, a excepción de Montenegro; la lucha solo continuó en torno a Escútari.

#### Epiro y Macedonia

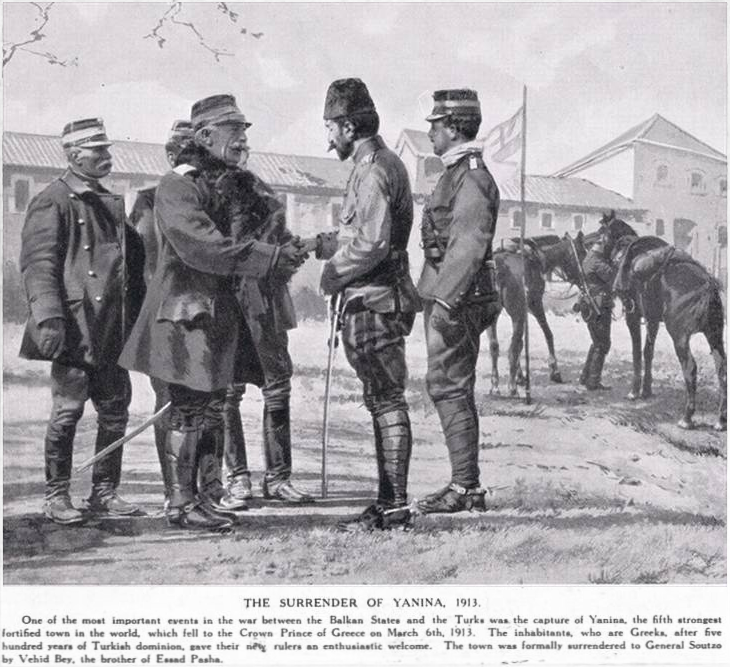
Rendición de Ioánina, conquistada por el Ejército griego el.

Mientras, en el oeste de la península, los griegos seguían tratando de apoderarse de Ioánina. Habían sufrido una derrota en diciembre de 1912 que les obligó a abandonar temporalmente el estrechamiento del cerco de la ciudad, ante las denodadas acometidas de los defensores. A mediados del mes siguiente, sin embargo, contaban con considerable superioridad numérica frente a los otomanos, merced a la llegada de algunas unidades desde Macedonia (cuatro divisiones, despachadas por mar desde Macedonia). En total, habían reunido unos cuarenta mil soldados frente a los veintisiete mil otomanos. Pudieron apretar de nuevo el cerco mediante una serie de asaltos a finales de enero. Volvieron a tratar de expugnar la plaza entre el 20 y el 23 de enero, en vano y al precio de grandes pérdidas. Casi no hubo operaciones en el frente en torno a Ioánina desde entonces hasta principios de marzo; los griegos aumentaron sus fuerzas y los otomanos, sus defensas.
En el mar, el 18 de enero se disputó una batalla entre navíos griegos y otomanos en la que dos cruceros de imperiales quedaron gravemente dañados. Los griegos dominaron el Egeo a partir de ese momento.
El tercer y último asalto griego a la ciudad cercada comenzó el 5 de marzo; los griegos conquistaron Ioánina, capital del Epiro, al día siguiente, 6 de marzo de 1913. A continuación, transfirieron el grueso de sus fuerzas a Macedonia, que quedó ocupada conjuntamente por los ejércitos serbios y griegos. Mientras los búlgaros se concentraban en apoderarse de Adrianópolis, montenegrinos, serbios y griegos se repartían la codiciada Macedonia. Para los otomanos, la pérdida de Ioánina supuso otro nuevo revés: perdieron cinco divisiones, veintiséis mil soldados, más de cien piezas de artillería y la estratégica fortaleza. Parte de la guarnición, sin embargo, logró escapar a Albania. Tras apoderarse de la ciudad, los griegos continuaron avanzando durante las semanas siguientes en dirección a Albania, sin encontrar gran resistencia otomana; para final de mes, se habían adueñado de toda la provincia de Epiro. El 18 de marzo, tenían en su poder Gjirokastra, Sarandë, Himarë, Tepelenë y Përmet. Estos últimos avances fueron inútiles, pues las potencias asignaron estos territorios a la nueva Albania en el Protocolo de Florencia del 17 de diciembre.

#### Asedio de Escútari y cuestión albanesa
Escútari, sin embargo, continuó resistiendo el asedio montenegrino, lo que llevó a Austria-Hungría, que se había resignado anteriormente a su cesión a Montenegro, a sopesar la posibilidad de entregarlo al nuevo Estado albanés. Los combates en torno a Escútari se reanudaron tras caducar la tregua de diciembre el 3 de febrero. Los otomanos siguieron resistiendo a lo largo de febrero y marzo, pese a alguna victoria serbia de importancia a principios de mes. Los sitiadores emplearon marzo en concentrar nuevas unidades; contaban con unos cuarenta mil soldados a finales de mes, frente a los doce mil quinientos de los otomanos y con más artillería que estos. Los montenegrinos emprendieron un nuevo asalto el 30 de marzo para intentar apoderarse de la ciudad antes de que se firmase un nuevo armisticio, pese al deseo de las potencias de que abandonasen el cerco y se retirasen de la comarca. Consiguieron arrebatar a los otomanos algunas posiciones, pero no hacerse con Escútari.

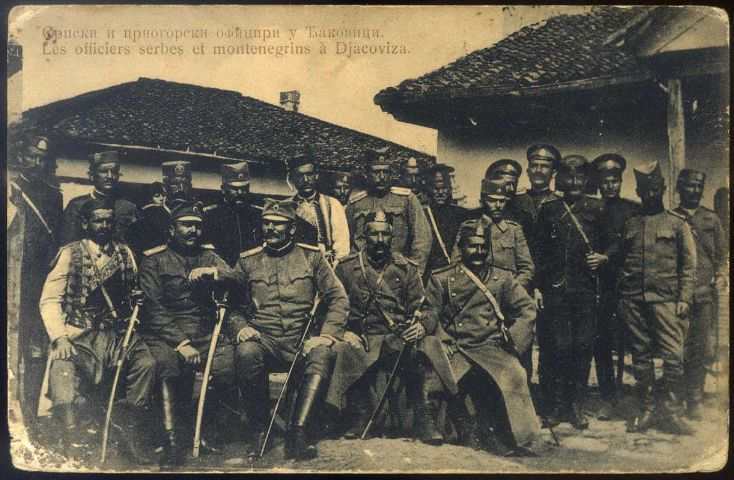
Oficiales serbios y montenegrinos en Djakovica, ciudad que las potencias finalmente decidieron no incluir en la nueva Albania.

Las potencias habían seguido negociando durante el segundo periodo de combates entre febrero y mediados de abril. Tras largas discusiones, se había acordado (22 de marzo) que, a cambio de que Escútari se asignase a la nueva Albania y el trazado de la frontera septentrional de esta siguiese lo propuesto por Austria-Hungría, Djakovica y Debar se entregarían a Serbia o Montenegro. Al mismo tiempo, austrohúngaros y rusos acordaron a finales de febrero retirar parte de las unidades que habían desplegado cerca de la frontera común, para reducir la tensión. Los montenegrinos, sin embargo, rechazaron la decisión de las potencias y prosiguieron el largo asedio a Escútari. Para tratar de obligar a los montenegrinos a acatar lo pactado en Londres, las potencias enviaron una flota multinacional a Antivari que, ante la negativa montenegrina a renunciar a Escútari, bloqueó la costa entre Antivari y la desembocadura del Drin Negro el 10 de abril. El bloqueo apenas afectó a Montenegro, que contaba con suficientes alimentos para resistir y acababa de recibir un cargamento de armas de Rusia, pero sí impelió a las unidades serbias que colaboraban con las montenegrinas en el asedio a abandonarlo el 4 de abril. No obstante, la renuencia de las potencias a desembarcar tropas para forzar a los montenegrinos a replegarse hizo que estos pudiesen seguir con las operaciones para apoderarse de la plaza. Reanudaron el bombardeo de la ciudad el 17 de abril, tras varios días de calma por el mal tiempo. El hambre hizo que finalmente los asediados se aviniesen a capitular el día 20. Los defensores abandonaron la plaza tres días después, y se dirigieron, con sus armas, a Dirraquio, según la capitulación pactada.
El rey montenegrino por fin accedió a retirarse de Escútari el 4 de mayo, ante la amenaza de una intervención militar austrohúngara para imponer la decisión de las potencias de que la ciudad quedase en poder de la nueva Albania, y se lo comunicó al embajador británico. Las tropas montenegrinas la evacuaron el 14 de mayo, al tiempo que se hacía cargo de ella un destacamento de tropas de las potencias que desembarcó de la flota que bloqueaba la costa.

#### Tensión entre los aliados
Mientras continuaban los combates, Serbia y Grecia reforzaron el control de los territorios bajo su dominio, mostrando escasa inclinación por acelerar la firma de la paz definitiva con el imperio. Los búlgaros entonces comenzaron a tratar con los otomanos para pactar una paz separada en mayo, negociaciones que no fructificaron por la oposición rusa. Los rusos advirtieron que, en caso de firmarse tal paz, su Gobierno se negaría a arbitrar el reparto de Macedonia entre serbios y búlgaros, como deseaba el Gobierno de Sofía.

## Paz y nueva guerra

### Paz efímera con los otomanos

Posiciones de los beligerantes a finales de abril de 1913.
Territorio ocupado por Serbia
Territorio ocupado por Bulgaria
Territorio ocupado por Grecia
Territorio ocupado por Montenegro

Los bandos habían solicitado que las potencias volviesen a mediar poco después de la reanudación de los combates. Los otomanos lo hicieron en 11 de febrero, ocho días después del fin del armisticio; los coaligados balcánicos, el 14 de marzo. La tardanza de estos en responder se debió a que esperaban decidir el resultado de las negociaciones en el campo de batalla. Se firmó un nuevo armisticio el 16 de abril. Cesaron entonces los combates, y las delegaciones volvieron a viajar a Londres para retomar las negociaciones. Las desavenencias en el seno de la liga hicieron que sus representantes no llegasen a la capital británica hasta mediados de mayo. Los británicos presentaron a los representantes balcánicos el 20 de mayo el borrador de tratado de paz que habían consensuado las potencias.
Los presionaron para firmar rápidamente la paz con los otomanos ante el aumento de la tensión entre los coaligados- Lograron su objetivo el 17 de mayojul./ 30 de mayo de 1913greg.. Otomanos y búlgaros se habían mostrado dispuestos a aceptar la propuesta de las potencias desde el principio, no así los griegos.

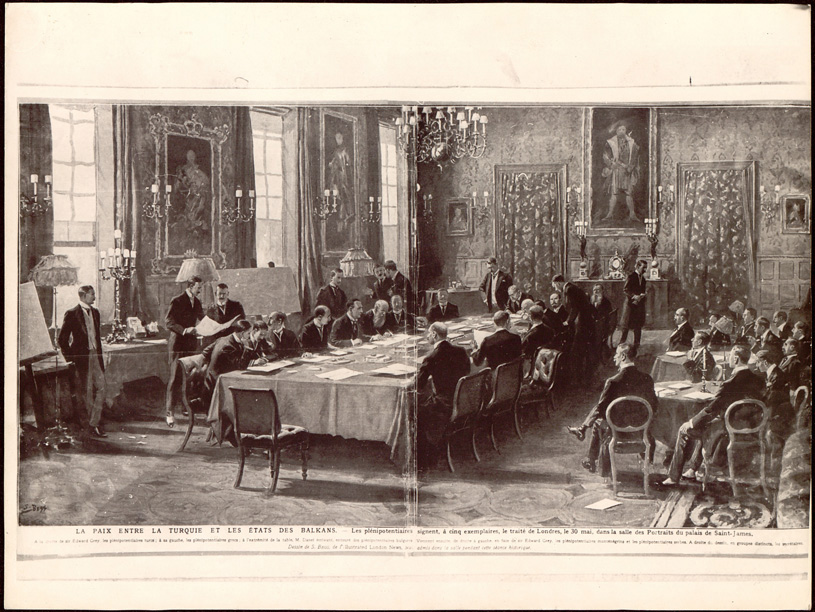
Representación de la firma de la paz entre los otomanos y la liga balcánica el 30 de mayo de 1913.

El imperio cedió a la Liga sus territorios europeos —al oeste de la línea Eno-Midia— a excepción de Constantinopla, sus alrededores, y Albania, esta sin delimitar territorialmente, en virtud del Tratado de Londres. Grecia lograba por fin la cesión de Creta y Albania quedaba al albedrío de las grandes potencias, que debían decidir sobre su futuro. La suerte de las islas del Egeo debían decidirlo también las potencias, pese al disgusto de Grecia, que ya las ocupaba. El tratado no fijaba, sin embargo, los confines entre los países de la Liga, sino solamente las nuevas fronteras entre estos y el derrotado imperio. El reparto del territorio conquistado por los vencedores de la contienda quedaba en manos de estos. Las fronteras que surgieron como consecuencia de las guerras balcánicas quedaron estipuladas en una serie de tratados bilaterales entre el imperio y sus enemigos: el otomano-búlgaro del 29 de septiembre, el otomano-serbio del 14 de noviembre y el otomano-griego del 14 de marzo de 1914.
Las potencias se negaron a otorgar territorio o puertos en el Adriático a Serbia, especialmente por la oposición de Italia y, sobre todo, de Austria-Hungría. Las exigencias serbias para repartirse el territorio albanés entre la Liga fueron mal recibidas y rechazadas. Austria-Hungría se negó en redondo a permitir la expansión serbia en el Adriático, recibió el apoyo de sus aliados de la Triple Alianza y el resto de potencias decidió no enfrentarse a ella por lograr el objetivo serbio. Las potencias decidieron que Albania, que no contaba todavía con fronteras claras, se constituyese en principado autónomo sometido teóricamente al sultán y en la práctica a ellas mismas.

### Víctimas del conflicto: violencia contra la población civil

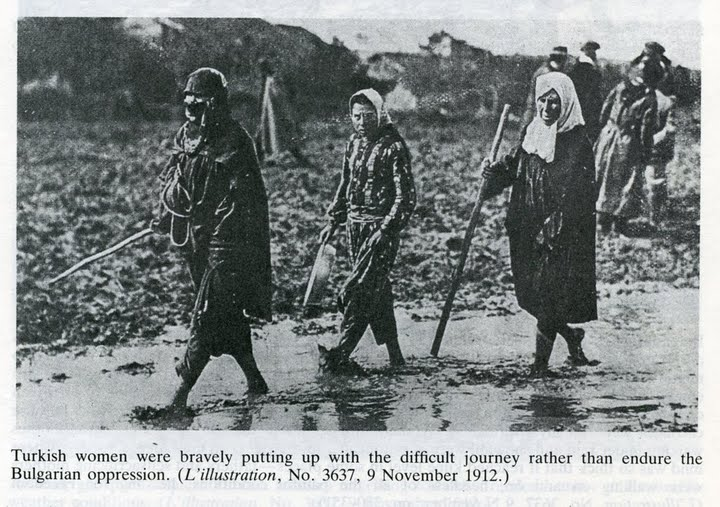
Mujeres turcas huyendo del avance de las fuerzas búlgaras.

Además de las pérdidas territoriales, la guerra les había costado a los otomanos la vida de ciento veinticinco mil de sus soldados, un 40 % de los que habían estado destinados en los Balcanes. Unos cuatrocientos mil musulmanes tuvieron que dejar la región, y quizá hasta el 15 % de la población cristiana. Los desplazados trataban de ganar las grandes ciudades de la región (Adrianópolis, Kavala y, sobre todo, Salónica) y desde ellas, los restos del territorio imperial. Se desconoce el número exacto de muertos civiles, pero se calcula que fueron varias decenas de miles. La contienda, presentada por los vencedores como una guerra de liberación, comportó también una amplia y brutal persecución de la población musulmana, perpetrada mayoritariamente por los ejércitos y las bandas de irregulares que colaboraron en las operaciones militares. Los desmanes formaban parte del proceso de ampliación de los Estados-nación balcánicos, que equiparaban la deseada victoria total con la aniquilación del enemigo, incluida la población civil. La violencia contra la población, extendida y sistemática, se concentró sobre todo en el campo. Los perpetradores fueron en general los ejércitos y las unidades irregulares que los acompañaban, aunque hubo casos de crímenes cometidos por la población de la región contra sus paisanos. El motivo principal de la participación de la población en los crímenes fue el enriquecimiento: los perpetradores aprovechaban la presencia de tropas afines para robar y, en algunos casos, asesinar a sus víctimas. Los ejércitos y sus bandas de auxiliares también participaban en los saqueos, a veces por falta de un sistema de suministros que asegurase el avituallamiento de la tropa.
Los ejércitos serbios arrasaron pueblos albaneses tanto en Kosovo como en Macedonia en octubre. El trato de las nuevas autoridades serbias fue duro con los musulmanes, en particular con los albaneses. La expulsión de los campesinos y las matanzas eran parte de un plan para cambiar la composición de la población regional y en parte consecuencia de entregar el control de la retaguardia a unidades de irregulares. Más al este, las tropas búlgaras atacaron a la población civil considerada extranjera (musulmana, judía, griega o armenia) en Adrianópolis, Xanthi, Kavala o Serres, pese a que en las tres últimas no había habido resistencia al invasor. Las tropas griegas llevaron a cabo desmanes similares contra la población musulmana, justificándolos como represalias por las atrocidades de los soldados otomanos o como castigo a la resistencia que se les oponía.
Por su parte, los ejércitos otomanos en retirada también cometieron crímenes contra la población civil. La violencia contra los civiles prosiguió en la segunda guerra balcánica, si bien las víctimas principales dejaron de ser los musulmanes para serlo las poblaciones cristianas que cada bando consideraba enemigas. Las víctimas de los desmanes fueron las poblaciones griega y búlgara en la Tracia recuperada por los otomanos.
Además de las matanzas y violaciones, hubo una campaña de nacionalización forzosa de la población en los territorios que quedaron dominados por los Estados vencedores, en la que participaron activamente las respectivas iglesias además de las autoridades. La «liberación» de los territorios conllevó la eliminación de las personas consideradas ajenas a la nación y potencialmente hostiles, bien mediante el asesinato, la intimidación o la expulsión.

### Tensión en la liga balcánica y nueva guerra
El rechazo de las potencias a repartir inmediatamente Albania entre los coaligados llevó a desacuerdos sobre el reparto de Macedonia, que desembocaron en un conflicto abierto el 16 de juniojul./ 29 de junio de 1913greg. cuando Bulgaria decidió atacar a sus aliados, lo que desencadenó la segunda guerra balcánica. Serbia, privada del acceso al Adriático por las potencias, había sostenido su deseo de ser compensada en Macedonia a pesar de su pacto con Bulgaria, mientras que Grecia tampoco se había mostrado dispuesta a ceder parte de los nuevos territorios bajo su control. Ni Grecia ni Bulgaria estaban dispuestas a renunciar a Salónica, donde la ocupación conjunta no estaba resultando fácil. La expansión búlgara por Macedonia y Tracia suponía una amenaza para el Gobierno y el Ejército serbios y privaba al país de una salida al mar tras la decisión de las potencias, puesto que la alternativa a la conexión adriática era una frontera común con Grecia para tener acceso indirecto a Salónica. Bulgaria se ofreció a pagar por los servicios de las divisiones serbias que habían combatido junto a las suyas en Adrianópolis, pero Serbia rehusó el trato, pues deseaba obtener compensación en tierras. Para Bulgaria, que había arrostrado los combates principales contra los otomanos, la actitud de Serbia y Grecia parecía un intento de arrebatarle los territorios macedonios que creía suyos por derecho.
Los intentos búlgaros de lograr el arbitraje ruso de acuerdo a la alianza serbo-búlgara fracasaron, ya que los rusos se negaron a comunicar el resultado del mismo en el plazo exigido por los búlgaros y rechazaron ceñirse al reparto pactado. Rusia no deseaba enemistarse ni con Serbia ni con Bulgaria ni poner en riesgo la Liga Balcánica, por lo que aplazó constantemente la decisión sobre la suerte de Macedonia, en vano. Los titubeos rusos favorecieron el conflicto entre los países balcánicos.
Por otro lado, en junio se multiplicaron las escaramuzas entre tropas griegas y búlgaras, y entre estas y la serbias, que también se disputaban territorios macedonios. Griegos y búlgaros decidieron el 3 de junio trazar una línea para separar sus fuerzas y tratar de evitar así nuevos incidentes.
Serbios y griegos, decididos a mantener sus conquistas incluso a costa de enfrentarse a Bulgaria y deshacer la alianza que había permitido debelar a los otomanos, firmaron un pacto secreto el 1 de junio de 1913 —al día siguiente de la firma de la paz con los otomanos—. Los dos países decidieron no permitir el despliegue de unidades búlgaras al oeste del Axios. Por su parte, los búlgaros fueron trasladando el grueso de sus fuerzas desde el este de Tracia al oeste a lo largo del mes, en previsión del próximo conflicto con serbios y griegos. Atacaron a las unidades serbias el 30 de junio, sin declaración de guerra, desencadenando la segunda guerra balcánica.

### Últimas disposiciones de las potencias
Ya comenzada la segunda guerra balcánica, el 1 de agosto, los británicos propusieron una lista de puntos que debían servir para resolver los asuntos aún pendientes cuando los embajadores de las potencias volviesen a reunirse tras el receso de las vacaciones veraniegas que debían comenzar el 11 del mes (en realidad, no volvieron a reunirse). Según la propuesta británica, el trazado de la frontera meridional de Albania quedaría a cargo de una comisión internacional, que debía asegurarse que Korçë, el cabo Stilo y Sazan quedasen en territorio albanés. La comisión debía comenzar su labor el 1 de septiembre y concluir antes del 30 de noviembre; las tropas griegas debían retirarse del territorio asignado a Albania un mes más tarde. El estrecho de Corfú debía permanecer neutral. Grecia debía recibir las islas del Egeo menos Tasos, Imbros y Ténedos; estas dos últimas debían entregarse al sultán. Italia debía devolver al Imperio otomano las islas que ocupaba desde la guerra de 1911 cuando las tropas otomanas evacuasen la Cirenaica, pero serían las potencias las que decidirían su destino. Finalmente, el monte Athos mantendría la autonomía.